# Futebol Clube do Porto
O Futebol Clube do Porto MHIH • MHM (pronúncia em português: [futeˈβɔɫ ˈkluβ(ɨ) ðu ˈpoɾtu]), também conhecido como FC Porto ou simplesmente Porto, é um clube multidesportivo português sedeado na cidade do Porto. É mais conhecido pela sua equipa de futebol profissional, que joga atualmente na Primeira Liga, a competição mais importante do futebol português. Foi campeão nacional em 30 ocasiões, venceu duas vezes a Liga dos Campeões da UEFA e duas vezes a Taça Intercontinental.
Fundado a 28 de setembro de 1893, é um dos "três grandes" clubes de Portugal, juntamente com o Sporting e o Benfica, os seus maiores rivais. As alcunhas da equipa são "dragões", nome da criatura mitológica que se pode ver no topo do brasão do clube, ou "azuis e brancos", que está baseada na associação às cores do equipamento principal, e os seus apoiantes são chamados de "portistas". 
O FC Porto é atualmente a equipa portuguesa com mais sucesso internacionalmente, tendo ganho sete troféus, 5 europeus e 2 intercontinentais, um recorde no futebol português: a Taça dos Campeões Europeus/Liga dos Campeões da UEFA em 1986/87 e 2003/04; a Taça UEFA/Liga Europa da UEFA em 2002/03 e 2010/11; a Supertaça Europeia em 1987, a Taça Intercontinental em 1987 e 2004. É o único clube português que ganhou três das quatro últimas competições referidas e a conseguir uma tripla continental: liga doméstica, taça e título europeu (2002/03 e 2010/11). Além disso, foi vice-campeão da Taça das Taças em 1984, a sua primeira final europeia, e por 3 vezes da Supertaça Europeia, em 2003, 2004 e 2011. Internamente, ganhou 30 troféus da Primeira Liga, 20 Taças de Portugal, 24 Supertaças Cândido de Oliveira, 1 Taça da Liga e venceu por 4 vezes o extinto Campeonato de Portugal. 
O FC Porto é a única equipa portuguesa a conquistar o pentacampeonato (1994–1999). Tornou-se, depois do Benfica, na segunda equipa da história da liga portuguesa a conquistar o campeonato de forma invicta, sendo a primeira a fazê-lo por duas vezes (nas épocas de 2010/11 e 2012/13). Curiosamente na época de 2011/12, o FC Porto teve apenas uma derrota (3–1 contra o Gil Vicente), o que impossibilitou a conquista do tricampeonato totalmente invicto, tendo perdido uma única vez em 90 jogos da principal competição nacional. Também em 2010/11, o FC Porto conseguiu a maior diferença de pontos entre o campeão e o segundo classificado (21), num sistema de três pontos por vitória, conseguindo na altura a sua segunda quádrupla (quatro troféus numa época). Em 2021/22 esteve novamente perto de ser campeão invicto, terminando o campeonato português com o recorde de pontos (91) e completou o maior número de jogos sem perder na competição (58). O clube nunca foi despromovido do campeonato desde que este foi estabelecido em 1934. 
O FC Porto realiza os seus jogos de futebol em casa no Estádio do Dragão, inaugurado em 2003 e que tem uma capacidade de 50 033 lugares, e que substituiu o antigo Estádio das Antas. Já para as modalidades, é no Dragão Arena, com uma capacidade de 2 179 lugares, que se joga o hóquei em patins, o basquetebol, o andebol e o voleibol.
O FC Porto ocupa, no final da época 2024/25, a 18.ª posição no ranking de clubes da UEFA e a 65.ª posição no Ranking Mundial de Clubes da IFFHS.

## História

### Os primeiros anos de futebol no Porto
A 28 de setembro de 1893, no dia do aniversário do rei D. Carlos e da rainha D. Amélia, o Foot-Ball Club do Porto é fundado, por obra e graça do jovem de 20 anos António Nicolau d'Almeida, um comerciante do vinho do Porto que descobriu o futebol nas suas viagens a Inglaterra. O FC Porto inicia então os seus primeiros treinos no Campo do Prado, em Matosinhos, e no dia 8 de outubro disputa o primeiro jogo da história do clube, contra o Clube de Aveiro.

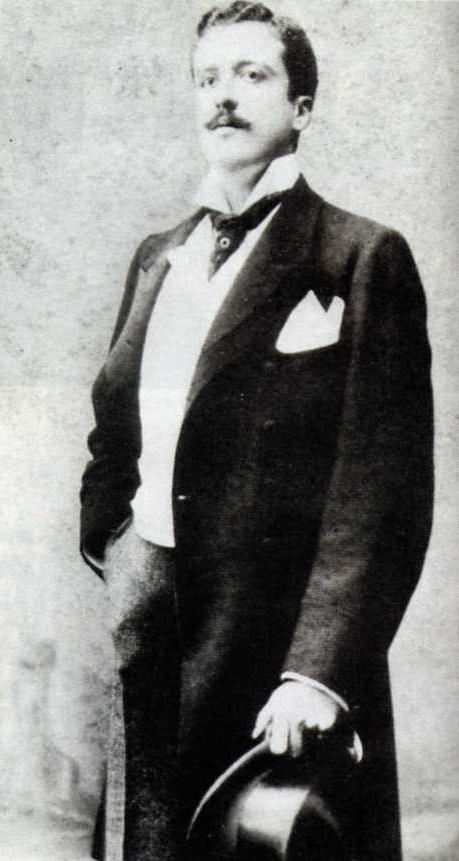
António Nicolau d'Almeida, considerado fundador do FC Porto pela direção do clube a partir do ano de 1988.

A 25 de outubro de 1893, Nicolau d'Almeida convida o Club Lisbonense para uma partida de futebol, que decorreria no dia 2 de novembro. O Diário Ilustrado, com sede em Lisboa, é quem noticia o convite, e até a resposta do Club Lisbonense. Guilherme Pinto Basto, o então presidente do Club Lisbonense, aceitara então o convite mas não no dia previsto. A data escolhida foi o dia 2 de março do ano seguinte e para além disso, Pinto Basto conseguiu convencer D. Carlos a patrocinar o jogo, oferecendo também uma taça por parte do rei. O nome escolhido foi Taça D. Carlos I, ou ainda Cup d'El Rey. Jogado no Campo Alegre, no Porto, também chamado Campo dos Ingleses, casa do Oporto Cricket and Lawn-Tennis Club, o jogo acaba com uma derrota do FC Porto, por 1–0.
Em 1896, António Nicolau d'Almeida casa-se com Hilda Rumsey e esta pede-lhe para se afastar do futebol, que considerava uma modalidade demasiado violenta. António aceita o seu pedido e afasta-se do clube que entrou num período de letargia. Doze anos depois, em 1906, José Monteiro da Costa regressou de Inglaterra, fascinado pelo mesmo desporto que encantara o seu amigo há mais de uma década e resolveu criar uma equipa de futebol, sob o nome "Grupo do Destino".
Entretanto, José conversou com Nicolau d'Almeida sobre o projeto que iniciara em 1893. José não hesitou e extingue o Destino, refundando assim o FC Porto e instalando a primeira sede do clube nas instalações do recém extinto Destino. A nova fundação ocorre no dia 2 de agosto de 1906, assumindo desde logo uma faceta de clube eclético, no qual se começaram a praticar também diversas outras modalidades. José decidiu o azul e branco como as cores do clube e manteve o nome do mesmo. Para além disso, foi desenhado o primeiro emblema do clube, que consistiu numa bola de metal azul com as iniciais "FCP". Entretanto, é alugado à Companhia Hortícola Portuense o primeiro campo do clube, o Campo da Rainha, que fora simultaneamente o primeiro relvado de Portugal.

### Divergências sobre o ano de fundação

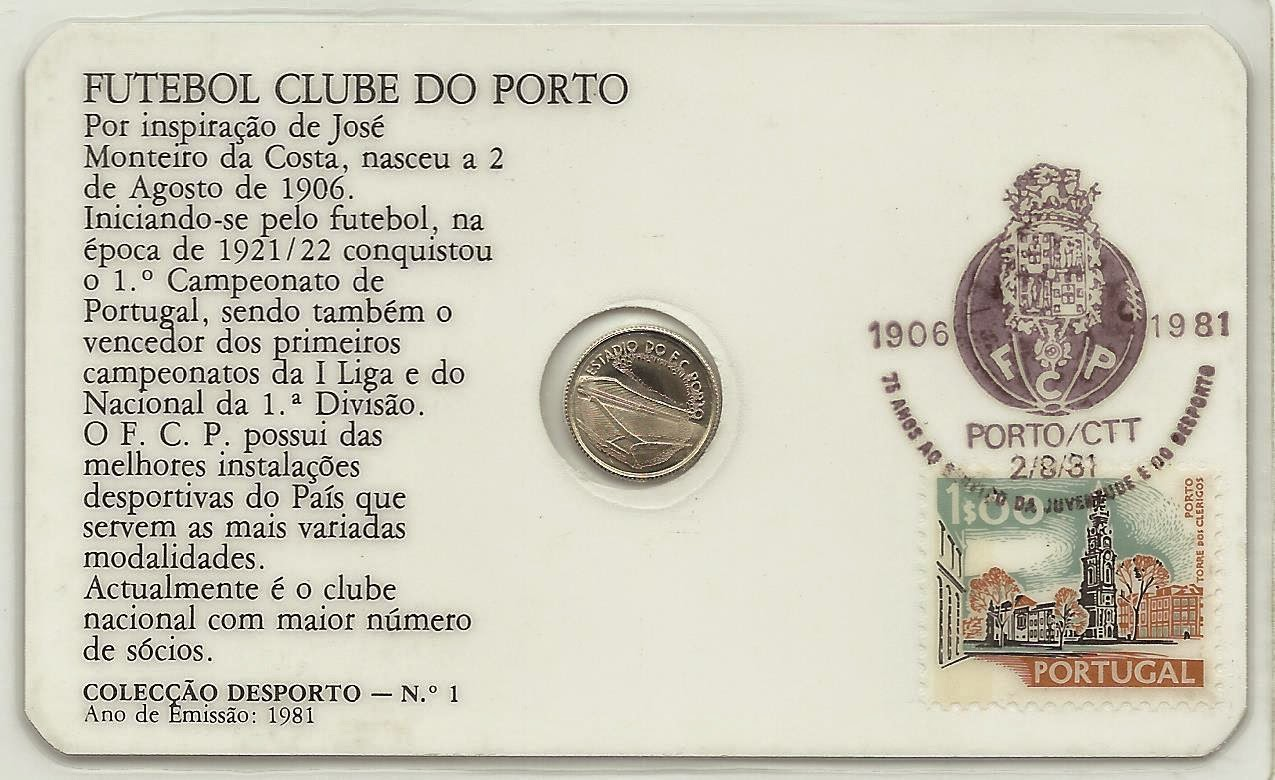
Edição numismática dos CTT em 1981, inserida nas comemorações do 75º aniversário do clube, com menção ao Estádio do FC Porto.

Até ao ano de 1988 era oficial a data de fundação do FC Porto como tendo sido a 2 de agosto de 1906, por iniciativa de José Monteiro da Costa. A 26 de fevereiro de 1988, realizou-se mais uma Assembleia Geral Ordinária, que tinha como principal ponto agendado a apreciação e votação do Relatório e Contas da Direção e Parecer do Conselho Fiscal referente à anuidade de 1987. Após várias intervenções de apoio ao presidente em funções, Jorge Nuno Pinto da Costa, o sócio Custódio Castro, encarregado da comissão nomeada para apreciar a problemática da fundação do clube, dissecou a questão, tendo decidido que "o FC Porto foi fundado em 1906 embora a semente tenha sido lançada em 1893". Foi, no entanto, a apresentação de Rui Guedes, autor da "Fotobiografia do FC Porto" quem haveria de dominar a noite, apresentando dois recortes de jornais da década de 90 do século XIX que, a seu entender, corroboraram a sua teoria de fundação do clube. Tendo sido apresentada e votada por ampla maioria a sua proposta de alteração dos estatutos, a redação do artigo primeiro passou a referir que o FC Porto, pessoa coletiva e de utilidade pública, foi fundado em 28 de setembro de 1893, tendo iniciado imediatamente a sua atividade.
Durante a vida do Futebol Clube do Porto existiram múltiplas atividades dos seus aniversários e comemorações centradas na sua data de fundação de 2 de agosto de 1906. Ao completar 50 anos de atividade, em 1956, foi uma vez mais campeão nacional, um objetivo que perseguia há 16 anos, tendo constituído ainda maior júbilo. Na obra "História do F.C. Porto" publicada por António Rodrigues Teles nesse mesmo ano comemorativo, na sua página 68 entre os 100 primeiros sócios do clube não consta António Nicolau d'Almeida. Uma das mais ativas diligências para a angariação de sócios realizou-se com as festividades do 70º aniversário do clube, entre agosto e novembro de 1976, com a Campanha dos 70 mil sócios. No final da década seguinte, festejando o 80º aniversário, a Companhia Seiva Trupe criou uma atraente obra intitulada "Um cálice de Porto: 1906–1986, 80 anos do Futebol Clube do Porto".

### Primeiras competições (1912–1921)
O Campo da Rainha começou a ficar pequeno para tanta assistência, por isso em julho de 1912 o FC Porto muda-se para o Campo da Constituição, onde permaneceria até à inauguração das Antas. Para comemorar a nova casa, a equipa inglesa Oporto Cricket Lawn-Tennis Club organizou um jogo, do qual saíram vencedores por 5–2. Em agosto do mesmo ano, juntamente com o Leixões, o FC Porto cria a Associação de Futebol do Porto, tendo começado na época seguinte o Campeonato do Porto. Na primeira edição da prova, acabou em segundo lugar, ficando atrás do Boavista, tendo ganho na seguinte temporada, numa competição em que viria a ganhar 30 edições, 21 delas consecutivas, entre 1915 e 1947. A outra modalidade do clube, pesos e halteres, destacar-se-ia na seguinte época de 1915/16, com o duplocampeonato nacional alcançado por Carlos Oliveira.
A época posterior foi também de grande interesse, devido à inauguração do campo de ténis, substituindo o rinque de patinagem, que serviu para mostrar os troféus e taças conquistados pelo clube. O FC Porto, no entanto, em 1917/18, perde o título para o Salgueiros depois de três temporadas consecutivas a vencê-la, sendo que os motivos prenderam-se no facto de mais de metade dos jogadores estarem a lutar na I Guerra Mundial. Morreu um jogador, Vidal Pinheiro. Na temporada 1920/21, o clube tenta a compra do Campo Nova Sintra, mas desiste da ideia devido ao alto valor do terreno, que custaria 800 contos, continuando o Campo da Constituição como casa do clube.

### Primeiras conquistas nacionais e declínio (1922–1981)
Em junho de 1922, arranca a primeira edição do Campeonato de Portugal, primeira prova nacional oficial, criada pela União Portuguesa de Futebol, antecessora da Federação Portuguesa de Futebol, com o objetivo de juntar os campeões regionais de Lisboa e Porto. É o FC Porto quem leva a melhor na primeira edição, ganhando ao Sporting por 3–1, na finalíssima, a 18 de junho, e tornando-se no primeiro campeão português de futebol. Nesse mesmo ano, o futebolista "Simplício", que fora também artista gráfico, conjugou o antigo símbolo do FC Porto com as armas da cidade do Porto, dando origem ao atual emblema do clube.
Dois anos depois, na primeira prova de sempre nas piscinas do FC Porto, Luíz Canto Moniz ganha os 200 metros livres do campeonato nacional de natação. Na modalidade de futebol, dias depois da derrota do FC Porto contra o Deportivo da Corunã por 7–3, já na época seguinte a 15 de julho de 1925, Velez Carneiro, então jogador portista, é assassinado com quatro tiros pelo escriturário Carmindo Duarte, tendo a sua homenagem sido feita por Coelho da Costa, jogador que marcou o golo que valeu o título de campeão nacional de futebol. No ano de 1926, por iniciativa de três jogadores, o clube inicia a sua atividade no basquetebol. Em 1928 dá-se a estreia no ciclismo, no ano seguinte é refunda a secção de hóquei em campo de forma definitiva e em 1932 a de andebol.
O FC Porto conseguia tanto público que o Campo da Constituição começou a ficar pequeno. Por isso em 1933, foi proposta em Assembleia Geral a aquisição de terrenos para a construção de um novo estádio, o futuro Estádio das Antas. Enquanto não estava disponível, o clube jogava não só na Constituição, mas também em outros campos emprestados, de vez em quando, como o Campo do Ameal ou o Estádio do Lima.
Em 1934/35, arranca a primeira edição do Campeonato Nacional da Primeira Divisão, ou simplesmente da Primeira Divisão, estimulada pela necessidade de se estabelecer uma estrutura futebolística mais forte no país, tendo essa ideia surgido após Portugal ter perdido com a Espanha por 9–0, na eliminatória de acesso ao Mundial de 1934. É o FC Porto quem a vence, com dois pontos de avanço sobre o segundo classificado, o Sporting, sob a gerência do húngaro Joseph Szabo. Contudo, o clube só volta a ser campeão nacional quatro anos depois, em 1938/39, no mesmo ano em que o Campo da Constituição aumenta a lotação para 20 mil lugares.
Foi por pouco que o FC Porto não garantiu a descida à Segunda Divisão na temporada seguinte, pois a equipa futebolística acabou o campeonato regional na terceira posição nesse mesmo ano, lugar que não dava acesso à Primeira Divisão. Mas devido ao alargamento de clubes do principal escalão, o clube manteve-se na mais alta competição de futebol e curiosamente foi bicampeão pela primeira vez na sua história, em 1939/40. O mesmo aconteceu em 1941/42, quando o FC Porto voltou a ficar num lugar do campeonato regional que não dava acesso à Primeira Divisão, mas graças a um novo alargamento efetuado pela Federação, o FC Porto manteve-se novamente na Primeira Liga.
Logo na temporada seguinte, em 1942/43, o clube conseguiu um humilhante sétimo lugar no campeonato, pior da história até aquela altura. Os 12–2 sofridos pelo Benfica para o campeonato no dia 7 de fevereiro de 1943, e a eliminação na Taça de Portugal, sucessora do Campeonato de Portugal, pelo Vitória de Setúbal por 7–0, reforçaram ainda mais a fraca época dirigida pelo técnico húngaro Lipo Herczka. Apesar disso, o clube é hexacampeão nacional de andebol na temporada seguinte, e o número de sócios dos dragões aumenta, passando dos 1800 sócios para 4 mil.
Em 1948, Fernando Moreira vence a 13.ª edição da Volta a Portugal em bicicleta, e em 1952 o clube vence pela primeira vez o campeonato de basquetebol. Ainda no mesmo ano, desta vez na modalidade de futebol, o FC Porto venceu o poderoso Arsenal num amigável, considerado a melhor equipa do mundo na altura, por 3–2. Para compensar o feito, um grupo de seis sócios lançou uma campanha para a compra de uma taça: a "Taça Arsenal", a maior taça do mundo, tendo custado duzentos contos e pesando cerca de 250 quilos, repartidos por 130 quilos de prata, os restantes num relicário com quase três metros de altura. Três anos depois, em 1955, reinicia-se a atividade no hóquei em patins, por exigência dos sócios, devido ao fascínio que era despertado pela sua pratica ao nível da Seleção Nacional. A partir deste momento a modalidade verificou um considerável crescimento dentro do clube.
Depois das obras terem começado em inícios de 1951, o "Estádio do Futebol Clube do Porto" é inaugurado em 28 de maio de 1952, mas ficou para a história como Estádio das Antas. Na inauguração, os dragões perdem por uns incríveis 8–2 contra o convidado Benfica. Apesar de tudo, o clube chega à sua primeira final da Taça de Portugal na época seguinte, mas é novamente vencido pelo mesmo Benfica por 5–0. Estes episódios dramáticos chegaram ao fim em 1955/56, quando o clube portuense venceu a primeira dobradinha de futebol da sua história, ganhando ao Torreense na final da Taça por 2–0, e terminando em igualdade pontual com o Benfica no campeonato, que só deu o título de campeão por ter perdido 3–0 nas Antas e empatado em casa 1–1, campeonato esse que foi ganho quinze épocas depois. Com efeito, o clube participa pela primeira vez em competições europeias na época seguinte, mas o sonho de seguir longe terminou rapidamente após a eliminação contra o Atlético de Bilbao na 1ª eliminatória da Taça dos Clubes Campeões Europeus (derrota por 2–1 em casa na primeira mão e por 3–2 fora no segundo jogo).
Nas épocas posteriores, entraram para o palmarés do clube duas Taças de Portugal de futebol, em 1958 e em 1968, um campeonato da mesma modalidade em 1959, quatro troféus consecutivos de Volta a Portugal em bicicleta em 1963 e o primeiro título de campeão nacional de voleibol em 1965. No futebol, o cenário inverteu-se quando o FC Porto termina a liga em nono lugar em 1969–70, pior da história, e é eliminado tanto na Taça de Portugal pelo Tirsense, como na Taça das Cidades com Feiras pelos ingleses do Newcastle. O número de sócios aumenta para cerca de 41 mil em 1971 e no bilhar o clube obtém o terceiro lugar no campeonato europeu em 1972, melhor classificação da história por um equipa portuguesa. Entretanto, Pavão, antigo futebolista do clube, morre no dia 16 de dezembro de 1973 devido a um ataque cardíaco, durante um jogo em casa para o campeonato.
Em 1977, o regresso de José Maria Pedroto, que fora jogador do clube por largas épocas, e a entrada de Jorge Nuno Pinto da Costa para diretor do departamento de futebol acaba com o jejum de troféus no futebol, com a conquista da Taça de Portugal frente ao Braga, e a promessa de uma estrutura mais forte no clube. Em 1977–78, 19 anos depois do último título de campeão nacional de futebol, os dragões voltam a conquistá-lo, mas perdem a final na Taça de Portugal frente ao Sporting, na finalíssima. Na época seguinte: mais uma vez campeão nacional de futebol, e vários troféus nas modalidades, nomeadamente a Taça de Portugal em basquetebol, o campeonato nacional de ciclismo em equipas, a Taça de Portugal de andebol e o campeonato nacional de corta-mato, graças a Aurora Cunha. A 18 de novembro de 1981, o clube foi feito Membro Honorário da Ordem do Infante D. Henrique.

### Entrada de Pinto da Costa (1982–1999)

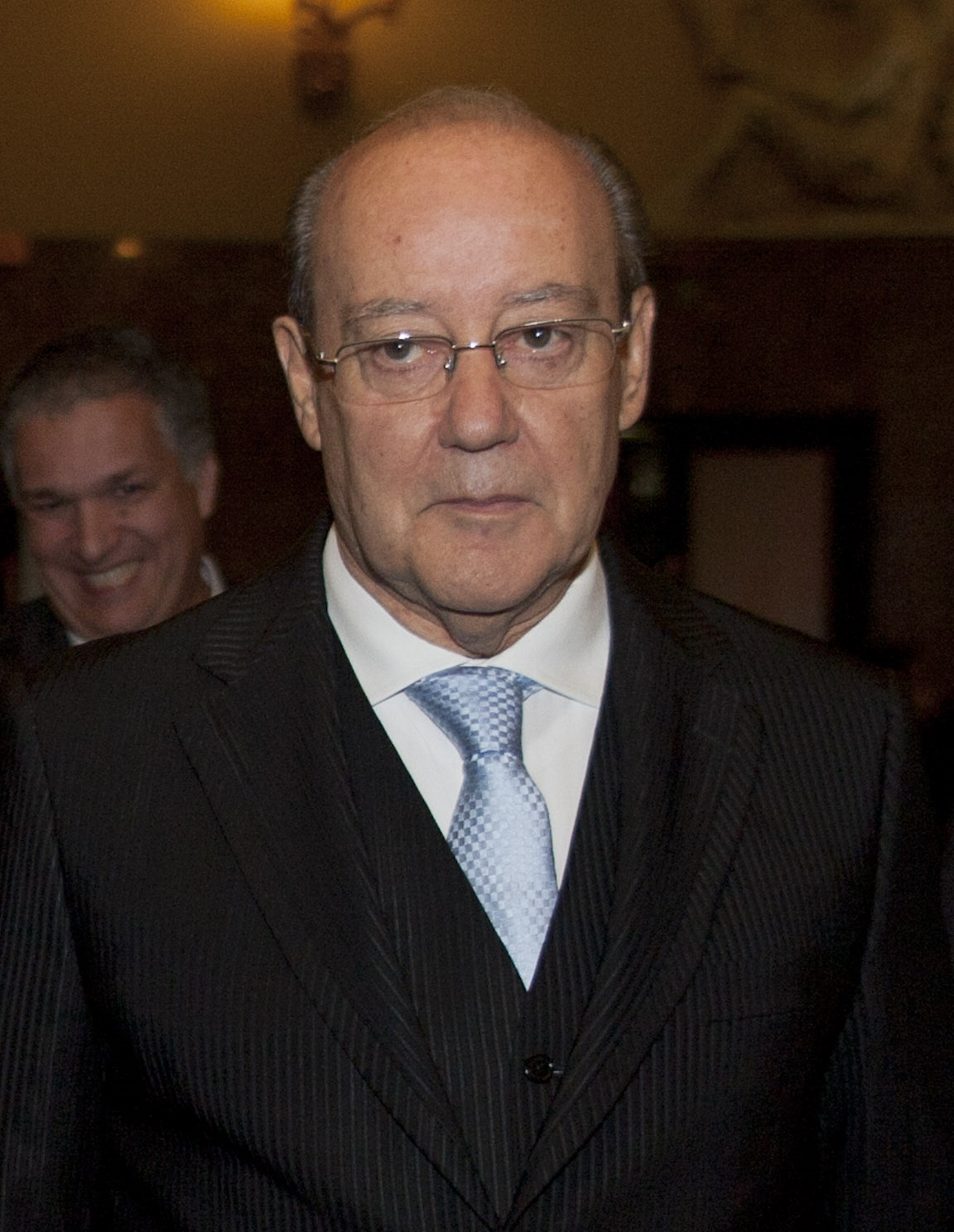
Jorge Nuno Pinto da Costa, 31.º presidente do FC Porto. Presidente de futebol com mais títulos (69) no mundo

A 17 de abril de 1982, Jorge Nuno Pinto da Costa é eleito presidente do FC Porto, começando o clube a ganhar terreno ao longo dos anos sobre os rivais de Lisboa em qualquer modalidade. A conquista da Taça das Taças em hóquei em patins frente ao Sporting na mesma época, naquele que foi o primeiro título internacional do clube, e a reconquista frente ao Benfica na época seguinte, foram prova disso mesmo.
Em 1982/83, Pedroto regressa, mas não consegue nenhum título na temporada, acabando no segundo lugar do campeonato e perdendo a final da Taça de Portugal diante do Benfica por 1–0 nas Antas. Em 1983/84, na última temporada de Pedroto, que entretanto cedeu o lugar a António Morais por causa de uma doença, o clube acaba a época com a Taça de Portugal no museu, ganha ao Rio Ave por 4–1, e a Supertaça, ganha ao Benfica na segunda mão por 2–1 na Luz, depois dum empate a zero em casa. Para além disso, o FC Porto chegou à primeira final europeia, a Taça das Taças, perdido para a Juventus por 2–1, com uma arbitragem tendenciosa para o lado dos italianos. Na época seguinte, o clube é finalmente campeão graças ao treinador Artur Jorge, vencendo também a Supertaça ao Benfica.
Relativamente ao atletismo, Aurora Cunha bateu dois recordes nacionais e sagrou-se campeã mundial dos 10 quilómetros de estrada. A equipa de hóquei em patins vence novamente uma competição internacional em 1985/86, a Liga Europeia, numa época em que o FC Porto volta a ser campeão nacional em futebol e Aurora Cunha volta a vencer o Campeonato Mundial dos 15 e dos 10 quilómetros. Entretanto, a 9 de dezembro de 1986, é criada a secção de Desporto Adaptado do clube.
A 27 de maio de 1987, na época de 1986/87, o clube finalmente consegue ganhar uma competição europeia no futebol, tendo ganho brilhantemente o favorito Bayern de Munique por 2–1 na final da Taça dos Campeões Europeus de 1986/87. Conquistada no Estádio Prater, em Viena, a equipa portuguesa esteve a perder até aos 78 minutos por 1–0, minuto em que Rabah Madjer se inspira, marca o famoso golo de calcanhar e empata a partida. Poucos minutos a seguir, Juary marca o golo da vitória do terceiro título da Taça dos Campeões Europeus em Portugal. O FC Porto nessa época foi ainda campeão da Supertaça, ganha novamente ao Benfica (1–1 em casa na primeira mão e 4–2 fora no segundo jogo), apesar de ter ficado em segundo lugar e de ter sido eliminado na Taça de Portugal frente ao Sporting.

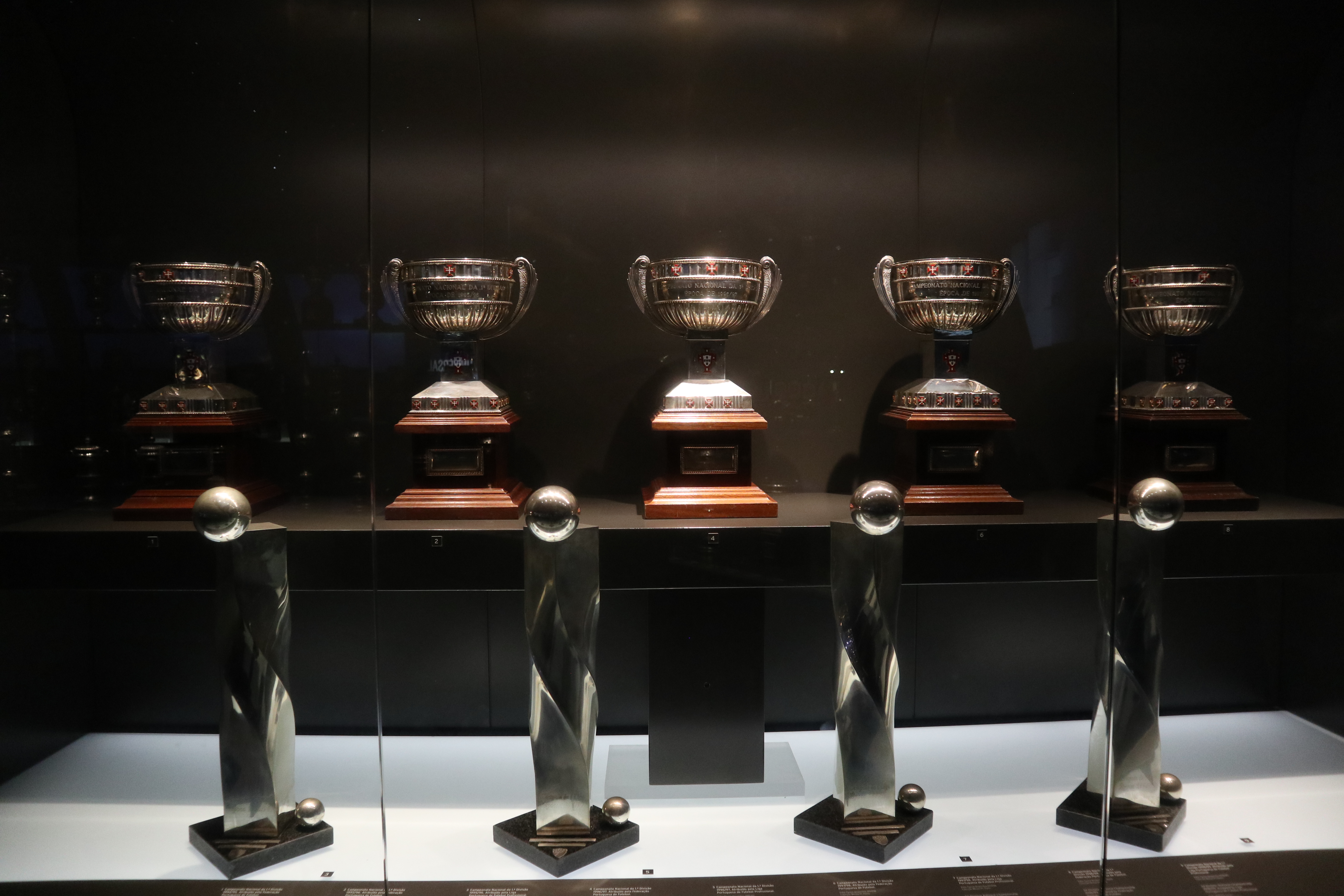
As 5 taças do FC Porto da conquista do Pentacampeonato

Com a saída de Artur Jorge na época seguinte, Tomislav Ivić assumiu o cargo mas nem por isso quebrou a série vitoriosa internacional. Este começa o ano com a conquista de dois troféus internacionais, a primeira Taça Intercontinental do clube e de Portugal, ganha na neve ao Peñarol por 2–1, e a primeira Supertaça Europeia do clube e novamente de Portugal, ganha ao Ajax (1–0 em ambas as mãos). O FC Porto foi ainda campeão nacional a quinze pontos do Benfica, segundo classificado, e vencedor da Taça de Portugal, tendo ganho ao Vitória de Guimarães por 1–0. A 3 de março de 1988, o clube foi feito Membro Honorário da Ordem do Mérito.
Mais tarde, em 1989/90, a equipa de hóquei em patins volta a vencer a Liga Europeia, e quatro anos depois conquista pela primeira vez a Taça CERS, o que voltaria a acontecer em 1996. E foi na mesma época que o FC Porto gelou o Estádio da Luz na Supertaça de futebol, com a goleada de 5–0 ao seu maior rival, a sua maior vitória na casa do Benfica (golos de Artur, Edmilson, Jorge Costa, Arnold Wetl e Ljubinko Drulović), num ano em que venceu o campeonato de futebol pela terceira vez consecutiva. Em 1998/99, o clube consegue vencer o campeonato nacional da mesma modalidade, o quinto consecutivo, um feito inédito e ultrapassado pelo Sporting que detinha o recorde de quatro campeonatos seguidos, alcançado nos anos 1950. Apesar de ter sido eliminado na Taça de Portugal pelo Torreense nas Antas, a Supertaça não escapou e é vencida ao Braga.

### Novas conquistas internacionais (2000–2013)

O "onze" que derrotou o Mónaco na final da Liga dos Campeões por 3–0.

Este novo século começou com um segundo lugar no campeonato de futebol, atrás do Boavista, por obra de Fernando Santos que foi depois despedido nessa época devido à falha do objetivo principal dois anos consecutivos. Apesar disso, o FC Porto não deixou de vencer troféus e conquistou a Taça de Portugal frente ao Marítimo. Na época seguinte, valeu a Octávio Machado e a José Mourinho um terceiro lugar no campeonato. No entanto, a Supertaça entrou novamente no palmarés portista, conquistada frente ao Boavista.
A 16 de novembro de 2003, o Estádio do Dragão, com capacidade para cerca de 50 mil espetadores, foi inaugurado, mas só começou a ser jogado mais tarde devido a problemas relacionados com a relva. A inauguração ficou marcada pela estreia de Lionel Messi no Barcelona, clube convidado para a inauguração e derrotado por 2–0, com golos de Derlei e Hugo Almeida. Já no ano anterior, havia sido inaugurado outro complexo, a 5 de agosto de 2002: o Centro de Treinos e Formação Desportiva PortoGaia, destinado para os treinos da equipa e construído em Vila Nova de Gaia, composto por um miniestádio com capacidade para três mil pessoas, três campos de relva natural e um campo de relva sintética, entre outras instalações.
A primeira época de glória chegou na segunda época de José Mourinho, em 2002–03, com a conquista da primeira Taça UEFA do clube e de Portugal, tendo eliminado pelo caminho nomes ilustres como o Panathinaikos (perdendo a primeira mão por 1–0 em casa, e ganhando fora 2–0, nos quartos de final), a Lazio (vitória por 4–1 em casa e 0–0 fora, nas meias de final), e finalmente o Celtic, na final por 3–2, já no prolongamento. Para além disto, Mourinho ganhou também a Taça de Portugal, frente à "sua" União de Leiria, por 1–0, e o campeonato.

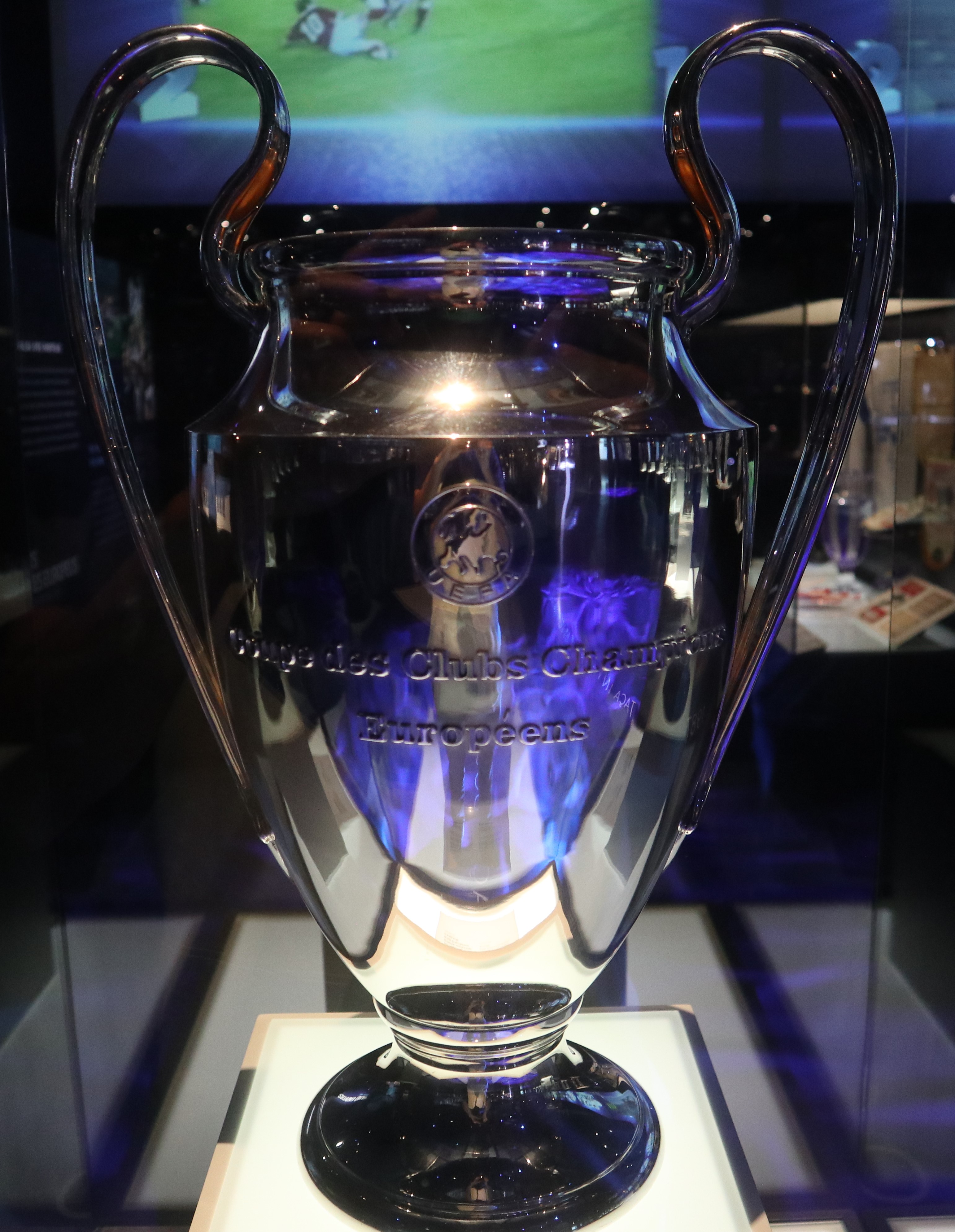
Taça da Liga dos Campeões conquistada frente ao Mónaco

Apesar de ter conquistado três troféus, Mourinho atingiu apenas o apogeu da sua carreira no clube no ano seguinte, quando o FC Porto venceu o Mónaco na final da Liga dos Campeões por 3–0, com golos de Carlos Alberto, Deco e Alenichev. Entre as suas vítimas, destacaram-se o Manchester United, que perdeu fora por 2–1 e empatou em casa 1–1, com um golo de Costinha aos 90 minutos que garantiu a passagem aos oitavos de final; o Lyon, que perdeu no Dragão por 2–0 e empatou em casa 2–2; e o Deportivo da Corunha, que, apesar de ter empatado fora, perdeu em casa por 1–0, permitindo à equipa portuguesa passar para a final. Voltou a vencer a Supertaça diante do Leiria, nessa mesma época, e na época seguinte, sob o comando de Víctor Fernández, o FC Porto derrotou o Once Caldas nos penaltis para vencer a segunda Taça Intercontinental, a última disputada. A Supertaça Europeia voltou a escapar, perdendo pela segunda vez consecutiva diante do Valência.
Em 2008/09, o FC Porto sagrou-se tetracampeão nacional de futebol e ganhou a Taça de Portugal (sexta dobradinha da história), por obra e graça de Jesualdo Ferreira (com a ajuda de Co Adriaanse, que venceu o campeonato em 2005/06). Os dragões atingiram ainda os quartos de final da Liga dos Campeões (depois de eliminarem o Atlético de Madrid nos oitavos), tendo sido eliminados graças a um golo de Cristiano Ronaldo na segunda mão, no Dragão, que valeu a passagem do Manchester United à fase seguinte, depois de ter empatado por 2–2 em casa dos reds. Entretanto, com uma capacidade de 2 179 lugares, o Dragão Arena, palco das modalidades de hóquei em patins, basquetebol e andebol, é inaugurado no dia 23 de abril de 2009, substituindo assim o antigo Pavilhão Américo de Sá.

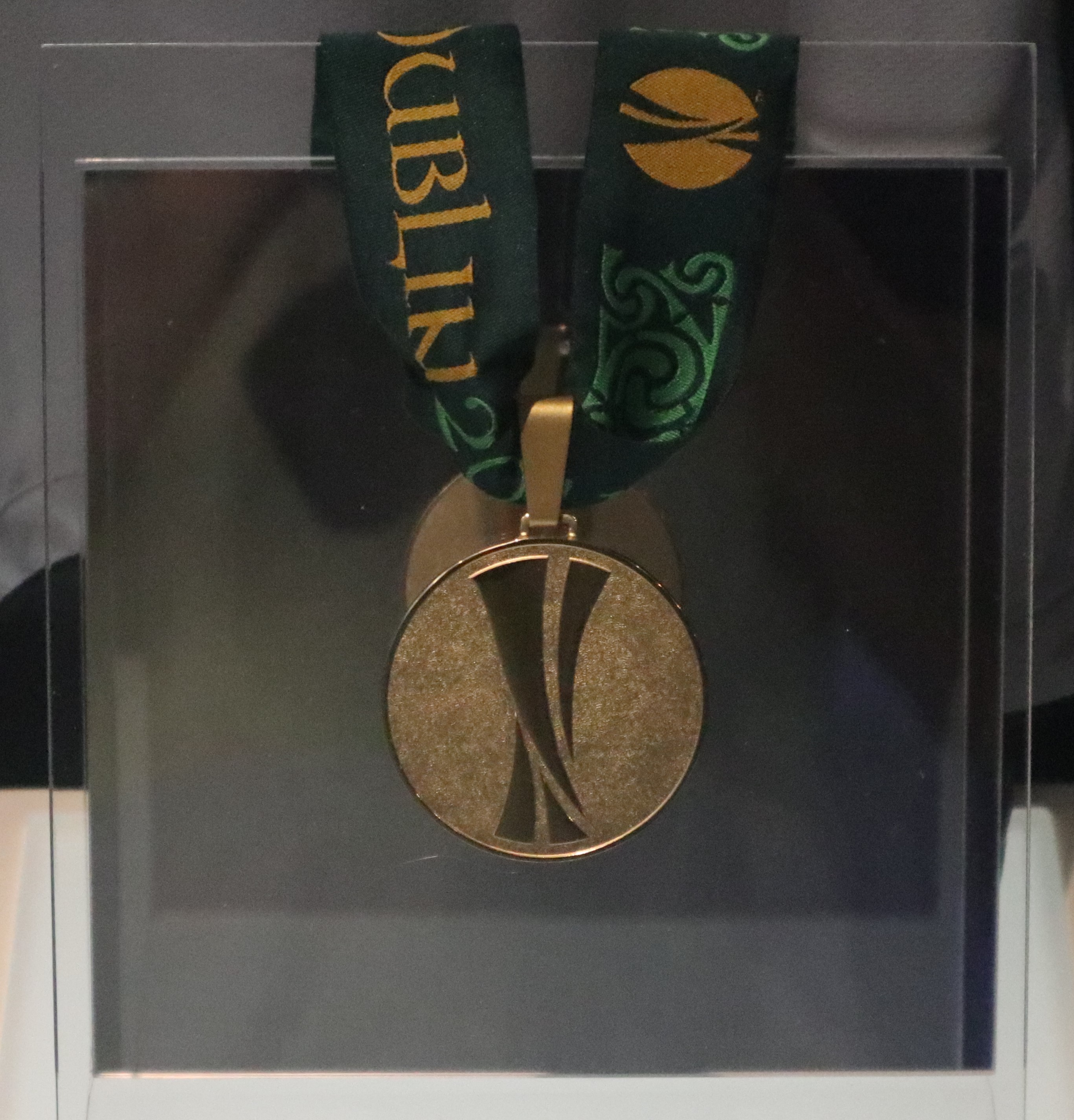
Medalha ganha na final da Liga Europa em 2010/11

Depois da época de 2009/10, com apenas dois troféus e um terceiro lugar no campeonato, sob o comando do mesmo Jesualdo Ferreira, André Villas-Boas entra no comando técnico e vence brilhantemente quatro troféus em 2010/11. Um deles internacional, a nova Liga Europa, vencida na final ao Braga por 1–0, com um golo aos 44 minutos do melhor marcador da competição Radamel Falcao, naquela que foi a primeira final entre clubes portugueses numa prova europeia. Entre os adversário eliminados, destacam-se o Villarreal, que foi goleado na primeira mão das meias de final por 5–1, antes de ter ganho 3–2 em casa na segunda mão; o Spartak de Moscovo, que foi goleado em ambas as mãos, na primeira por 5–1, em casa, e na segunda por 5–2, fora; o CSKA de Moscovo nos oitavos de final e o Sevilha nos dezasseis avos de final.
Para além do campeonato invicto, com 21 pontos de avanço sobre o segundo classificado, o Benfica, da Taça de Portugal e da Supertaça, o FC Porto ainda passou a ser a equipa com mais troféus no futebol, com 69 troféus, ultrapassada ao Benfica que tinha na altura 68. Destaque também para a conquista do insólito decacampeonato na modalidade de hóquei em patins e para a conquista, pela primeira vez, de um título oficial de dimensão internacional para os escalões de formação do clube: o Blue Stars/FIFA Youth Cup, por parte dos juniores de futebol. Duas épocas depois, em 2012/13, o FC Porto volta a ser campeão invicto, desta vez sob o comando de Vítor Pereira. Ainda no mesmo ano de 2013, é inaugurado o Museu do FC Porto by BMG.

### Regularidade nas competições europeias (2013–2017)
O clube começa a época de 2013/14 com a contratação de Paulo Fonseca após um inédito 3º lugar no campeonato com o Paços de Ferreira e, em seguida, a revalidação da Supertaça com um vitória por 3–0 sobre o Vitória de Guimarães, mas este viria a ser o único destaque desse ano. Na Liga dos Campeões, com apenas um vitória e dois empates num grupo com Atlético Madrid, Zenit e Austria Wien, não consegue avançar à fase seguinte, descendo à Liga Europa, onde caiu apenas nos quartos de final contra a equipa vencedora dessa edição, o Sevilha. No campeonato português deixou escapar uma vantagem de 5 pontos sobre o segundo colocado e acabou na terceira posição, o que resultou na demissão de Fonseca a meio da época.
O FC Porto começa a temporada seguinte com o seu maior orçamento disponível até então e com a oficialização do treinador espanhol Julen Lopetegui. Apesar de terem sido contratados vários jogadores (destaque para Giannelli Imbula por 20 milhões de euros, vendido logo no início do ano de 2016 por cerca de 24 milhões), não consegue vencer novamente nenhum título. Chegando à segunda mão dos quartos de final da Liga dos Campeões com uma vantagem de 3–1, iguala a sua maior derrota em competições europeias (6–1 contra o AEK Athens), desta vez 6–1 contra o Bayern de Munique, na Alemanha. No campeonato conseguiu ficar em segundo lugar, apenas a três pontos do líder Benfica.
A série de maus resultados continua no ano seguinte, com a demissão de Julen Lopetegui a meio da temporada. Para o seu lugar entra José Peseiro, que até conseguiu chegar à final da Taça de Portugal, onde saiu derrotado pelo Braga já nas grandes penalidades, mas o terceiro lugar na liga leva os dirigentes portistas a procurarem um novo treinador. Desta vez com Nuno Espírito Santo ao comando dos ”Dragões”, em 2016/17 o FC Porto falha novamente em vencer troféus, sendo eliminado cedo tanto na Taça da Liga como na Taça de Portugal e termina o campeonato em segundo lugar.

### Entrada de Sérgio Conceição (2017–2024)

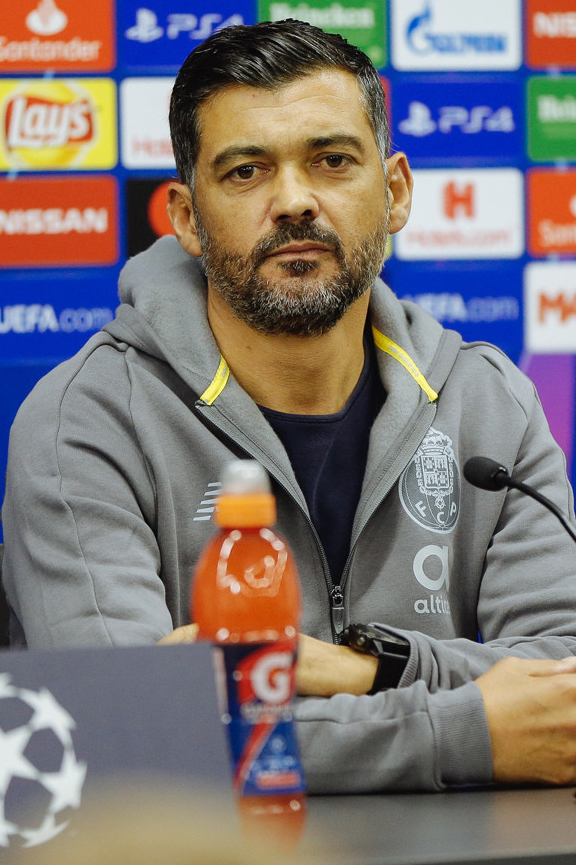
Sérgio Conceição, 70.º treinador da equipa principal portista. Treinador com mais jogos disputados (379), mais vitórias (274) e mais títulos (11) pelo clube

Após o maior período sem vencer troféus do clube com Pinto da Costa a presidente, Sérgio Conceição é apontado como novo treinador da equipa principal. Mesmo sem grandes reforços, o técnico português consegue levar os "Dragões" a um regresso às conquistas com o 28.º título de campeão português do clube.
A temporada 2018/19 começa com a vitória na Supertaça contra o Desportivo das Aves. A seguir a um primeiro lugar no grupo da Liga dos Campeões, o FC Porto vence a Roma nas oitavas de final, numa reviravolta histórica, caindo logo na fase seguinte contra o Liverpool, campeão dessa edição. Nas taças, é mais uma vez eliminado contra o Sporting na disputa de grandes penalidades e no campeonato deixou escapar a vantagem de 7 pontos para o segundo classificado, precisamente o contrário do que veio a acontecer na época seguinte.
Pela quarta vez desde a mudança de nome da competição em 1992/93, o FC Porto falhou a classificação para a Liga dos Campeões e, apesar de ter passado em primeiro no grupo da Liga Europa, caiu logo na fase seguinte. A meio da temporada, devido ao começo atribulado, Sérgio Conceição ameaça a sua demissão após perder por 1–0 contra o Braga na final da Taça da Liga por "falta de união da equipa". Também ocorreu a paragem temporária (ou até mesmo total, em alguns casos) de todas as competições nacionais e internacionais devido à pandemia do COVID-19, mas mesmo com todas estas adversidades o clube conquista a sua primeira dobradinha em 9 anos.

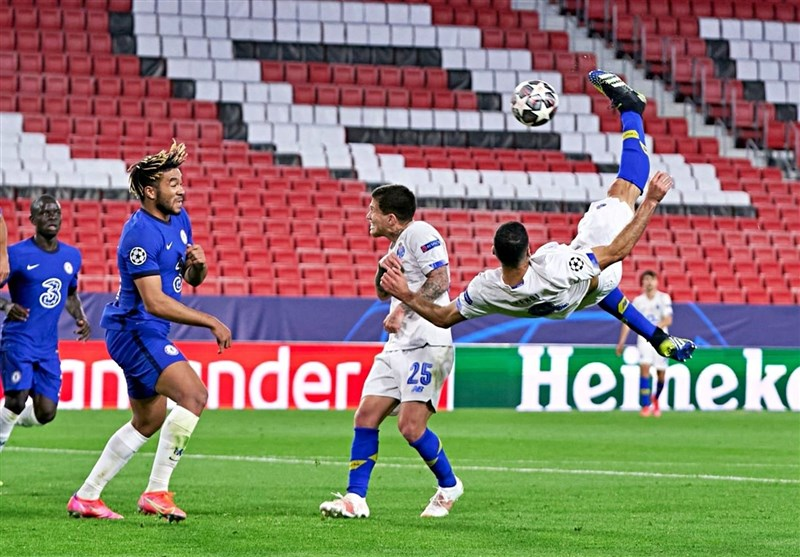
Golo de bicicleta de Mehdi Taremi, 2.º lugar do Prémio Puskas de 2021.

Em 2020/21, maior destaque para a campanha europeia, onde venceu a Juventus pela regra dos golos fora de casa (4–4 no total), sendo eliminado pelo Chelsea na fase seguinte. No segundo jogo contra o Chelsea, Mehdi Taremi marcou um golo de pontapé de bicicleta (golo esse que ficou em 2.º no Prémio Puskas de 2021). A temporada terminaria, no entanto, com apenas um troféu nacional, a Supertaça. No mesmo ano de 2021 a equipa do FC Porto de hóquei em patins conquistou a primeira Taça Intercontinental na sua história.
Na temporada 2021/22 o clube alcança vários sucessos a nível nacional: com Conceição no comando pela 5.ª época consecutiva, a equipa reconquistou a Primeira Liga, alcançando um recorde de 91 pontos. Durante a temporada, os "Dragões" também estabeleceram um novo recorde de maior invencibilidade no campeonato, com 58 partidas, sequência iniciada na primeira metade da edição 2020/21. Uma semana após o término do campeonato, o clube somou a taça nacional ao seu palmarés, finalizando a segunda dobradinha conquistada pelo técnico portista. No ano seguinte, o FC Porto tem a possibilidade de conquistar dois dos quatros troféus nacionais negada pelo Benfica, tendo perdido a Supertaça no primeiro jogo oficial da época e acabado o campeonato dois pontos atrás do líder. Contudo, após cinco tentativas, o Porto conquistou a sua primeira Taça da Liga, derrotando o Sporting na final. Também a Taça de Portugal foi conquistada pelo clube portista, desta vez com uma vitória sobre o SC Braga.
Também nessa época o clube foi campeão da Liga dos Campeões de hóquei em patins e, quatro anos após o retorno do FC Porto ao voleibol feminino através da parceria com a AJM, o clube decide criar equipa própria para competir no Campeonato Nacional de Voleibol Feminino e restantes competições nacionais.
Naquela que viria a ser a última época do técnico português no comando na equipa principal de futebol do FC Porto, o clube passa por um período de instabilidade, em parte ligada às eleições presidenciais. Pela primeira vez na "era" Conceição o clube acaba o campeonato no terceiro lugar, com uma desvantagem de 12 pontos para o segundo classificado e 18 para o primeiro. É eliminado ainda na fase de grupos da Taça da Liga, num grupo com o Estoril Praia, que viria a ser finalista da competição, e o Leixões. Na Liga dos Campeões foi o único clube português a passar aos oitavos de final, onde seria eliminado apenas nas grandes penalidades contra o Arsenal. Um mês depois da ocorrência das eleições presidenciais, a época termina com a conquista da Taça de Portugal sobre o já campeão Sporting por 2–1 e uma nova polémica, desta vez na sucessão do comando técnico dos "Dragões", lugar que passou a ser ocupado por Vítor Bruno, o antigo treinador adjunto de Sérgio Conceição.

### Entrada de André Vilas-Boas (2024)
No dia 27 de abril de 2024 André Vilas-Boas, ex-técnico portista em 2010/11 é eleito 32.º presidente do Futebol Clube do Porto, com 80% dos votos, nas eleições mais concorridas de sempre do clube. Enquanto presidente, Jorge Nuno Pinto da Costa esteve no clube durante 42 anos (15344 dias), saindo com o estatuto de presidente de futebol mais longevo e titulado do mundo e mais titulado (69) no mundo, totalizando 2585 troféus distribuídos por 21 modalidades.
O líder portista assume o comando do clube com os principais desafios de unir os adeptos e equilibrar as contas financeiras do clube, após uma época marcada pela instabilidade tanto dentro como fora do clube. Desde cedo começou a implementar métodos prometidos durante as eleições como é o caso da aposta na formação, com a subida de vários jovens das equipas B e sub-19 à equipa principal de futebol do clube; a aproximação aos adeptos, através da criação de várias iniciativas conhecidas como "Lucky Fans" e do retorno do “FC Porto na Baixa” (apresentação dos equipamentos e jogadores das várias modalidades do clube aos sócios, adeptos e simpatizantes); e o aumento do ecletismo do clube, com o anúncio da primeira jogadora feminina de futebol do clube durante essa mesma apresentação, marcando assim o início do clube no futebol feminino, na Terceira Divisão, e também através da aposta na criação de equipas de formação no futsal.
Na temporada 2024-25 com o André Vilas-Boas o Porto fez uma temporada muito abaixo como mostra aqui em baixo:

### Competições
- Primeira Liga:   Terminou em 3.º lugar, com 22 vitórias, 5 empates e 7 derrotas, ficando a 11 pontos do campeão Sporting e a 9 do Benfica[109] Foi a segunda vez consecutiva que ficou fora do top‑2, algo que não ocorria desde os anos 70.
- Taça de Portugal:   Eliminado precocemente na 4.ª ronda, perdendo por 2–1 contra o Moreirense — esta foi a eliminação mais precoce desde 2016/17.[110]
- Taça da Liga (Allianz Cup):   Chegou às meias‑finais (semifinais), mas não ultrapassou em esta fase.
- Supertaça Cândido de Oliveira:   Conquistou a Supertaça a 3 de agosto de 2024, vencendo o Sporting por 4–3 em Aveiro — único título oficial da temporada[111]
- UEFA Europa League:   Eliminado na ronda de play‑off dos 1/16 por 4–3 no agregado pela Roma[112]
- FIFA Club World Cup (primeira edição expandida do Mundial de Clubes):   Ficou na fase de grupos, sem vitória (dois empates, um com o Palmeiras e outro com um jogo monstruoso com um 4-4 contra o Al-Ahly e uma derrota contra o Inter Miami), sem conseguir avançar para o mata-mata.[113]

| Competição               | Jogos | Vitórias | Empates | Derrotas |
| ------------------------ | ----- | -------- | ------- | -------- |
| Todas as competições     | 51–52 | 28       | 9–10    | 14       |
| Ligas e copas domésticas | —     | —        | —       | —        |

- Registo geral de 52 jogos, com 28 vitórias, 10 empates e 14 derrotas, e um saldo de golos de 96 marcados e 57 sofridos[114]
- Aproximadamente uma derrota em cada quatro jogos, índice recorde de insucesso para o Porto desde 2000
- Aproveitamento de pontos de 62,6 %, percentual mais baixo em 20 anos (desde 2004/05, com 54,4 %)[115]

### Conflitos
O clube enfrentou instabilidade institucional: nova presidência de André Villas‑Boas (maio 2024), trocas significativas na direção, comissão técnica e elenco
Houve forte tensão entre a SAD e a claques, especialmente os Super Dragões, com diversas intervenções e crises internas
O meio‑da‑época trouxe ajustes no plantel – saíram jogadores-chave como Francisco Conceição, Evanilson, Pepe, Nico González e Galeno – e reorganização técnica com a chegada de Anselmi

## Símbolos do clube

### Cores
As suas cores devem ser as da bandeira da Pátria [azul e branco naquela altura], e não as cores da bandeira da cidade, que tenho esperança que o futuro clube há-de ser grande, não se limitando a defender o bom nome da cidade, mas também o de Portugal, em pugnas desportivas contra os estrangeiros.

José Monteiro da Costa

A primeira equipa de futebol do FC Porto foi constituída por oito jogadores com camisolas brancas e colarinhos vermelhos, dois com camisolas listadas azuis e brancas e um de encarnado. Mas nos tempos iniciais, vestia-se maioritariamente de vermelho, "à Arsenal", cor mais defendida nesse tempo. O verde também se usou, pois eram as cores da cidade. Mas em 1909, José Monteiro da Costa, que defendia o azul e branco por serem as cores da monarquia, aprovou as mesmas, ignorando o uso das cores da cidade.

### Emblema

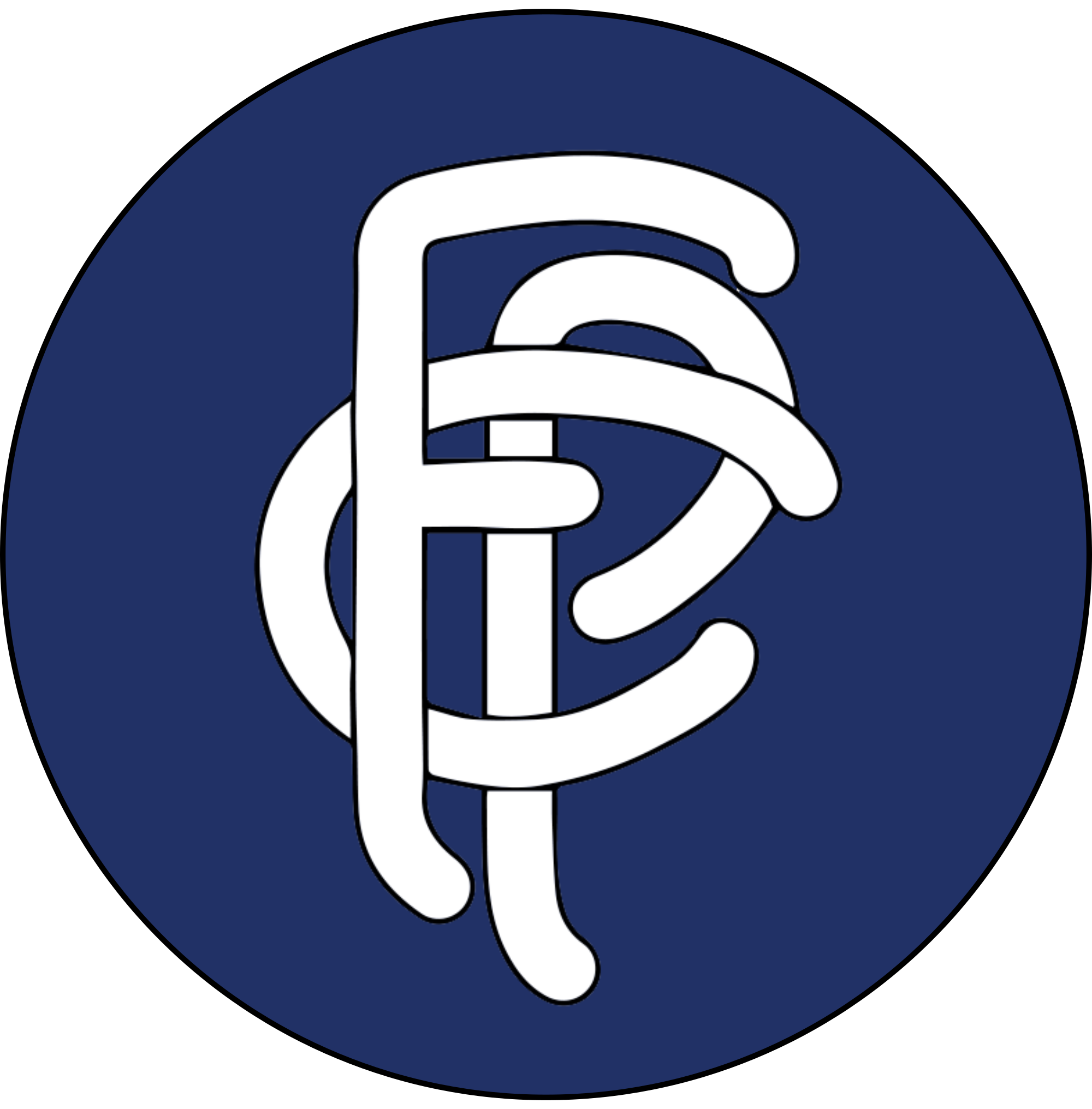
Primeiro emblema do Futebol Clube do Porto

Em 1913, é criado o primeiro emblema do clube, que consistia numa bola de futebol azul com as iniciais "FCP". A bola azul representa a modalidade mais antiga do clube. Mais tarde, na Assembleia Geral de 26 de outubro de 1922, é aprovado o novo símbolo do FC Porto, desenhado pelo artista gráfico e também jogador do clube, Augusto Baptista Ferreira, mais conhecido por "Simplício". Desde então apenas foram feitas mudanças nas cores e na estética do dragão e do brasão.
Este novo logótipo representa uma simbiose do antigo emblema com as armas da cidade do Porto. D. Maria II atribuiu armas à cidade do Porto em janeiro de 1837: um escudo esquartejado com as armas reais (sete castelos e cinco quinas) no primeiro e quarto quartéis, e as mais antigas armas da cidade do Porto. No segundo e terceiro quartéis, um coração, que representa o legado que D. Pedro IV deixou à cidade. Daí a presença das armas no logótipo do clube. O Colar e Grã-Cruz, da Antiga e Muito Nobre Ordem da Torre e espada de Valor Lealdade e Mérito, do qual pende a respetiva medalha, encontram-se presenciados à volta das Armas. Por fim, a Coroa Ducal e o dragão negro do poder, eram pertencentes às antigas armas dos Senhores Reis destes Reinos, em cujo pescoço está uma fita com a palavra Invicta, nome que D. Maria II atribuiu ao Porto.

### Equipamentos

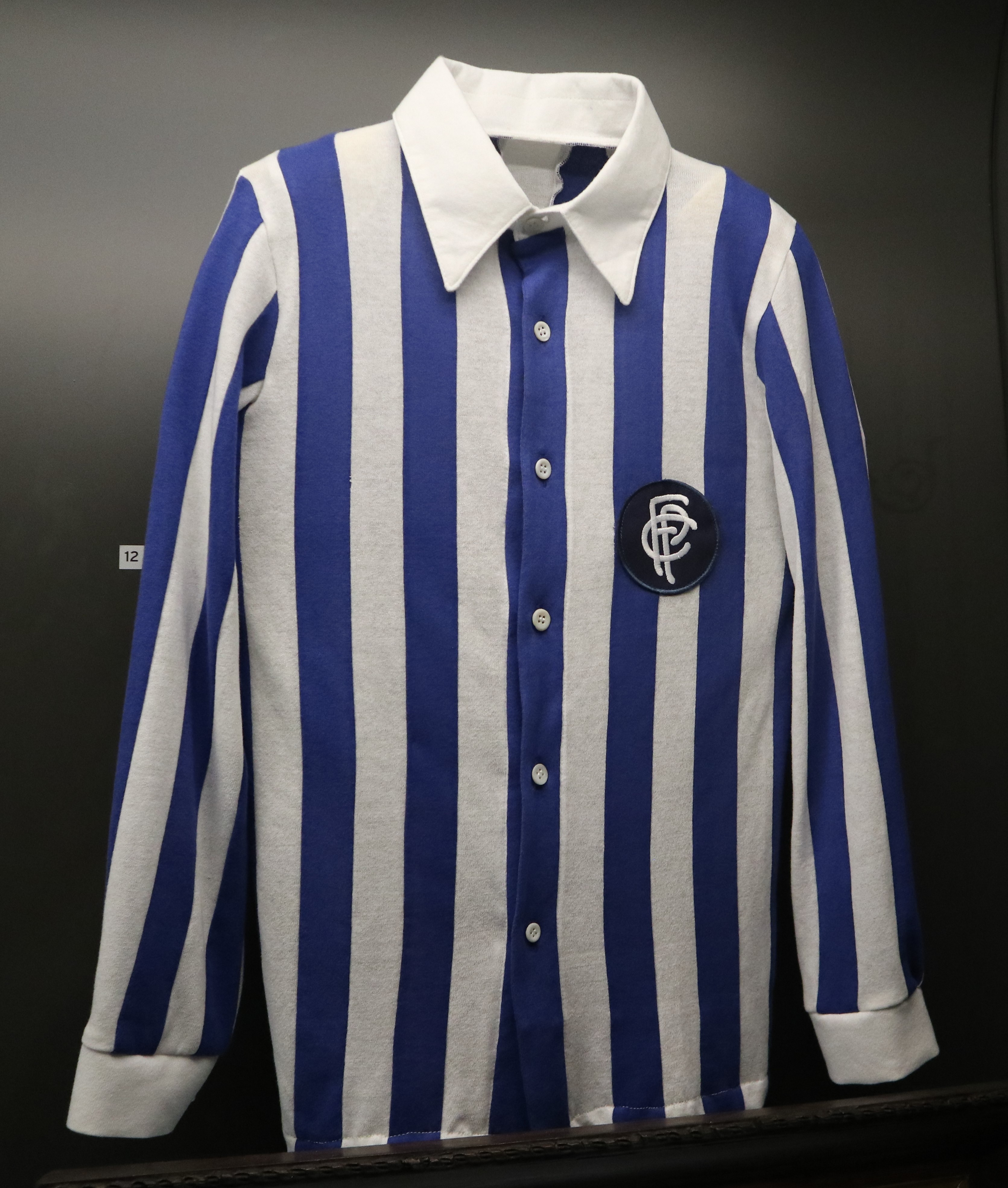
Um dos primeiros equipamentos do FC Porto.

Foi apenas em 1975 que os futebolistas do FC Porto começaram a usar camisolas feitas por marcas estrangeiras, neste caso pela Adidas. Com o futebol a ser cada vez mais profissional e popular, o clube aderiu pela primeira vez na época 1983/84 ao patrocínio no equipamento. A Revigrés foi o primeiro parceiro estampado na frente das camisolas, a troco de 50 mil euros anuais. Foi ainda o primeiro clube português a fazê-lo. Mas o FC Porto tinha ainda outro parceiro, a empresa de Adolfo Roque, já falecido, embora sem visibilidade nas camisolas.
Mais tarde, o clube começou a usar nos equipamentos das equipas uma nova tecnologia, desenvolvida pela Nike com o nome de "Pro Combat", que permite aos jogadores do FC Porto combater com mais eficácia o frio, e, no caso dos calções, proteger contra o risco de lesões. Para além disso, as camisolas de futebol eram feitas à base de garrafas de plástico recicláveis, de modo a permitir uma maior evaporação do suor e o aumento da frescura da pele, e conforto dos atletas, para além de essencialmente preservar o ambiente. Para cada camisola, era usada oito garrafas.

### Material e patrocinadores
Atualmente, é a empresa norte-americana New Balance que produz os equipamentos do clube.
| Período       | Marca de equipamento | Patrocínio |
| ------------- | -------------------- | ---------- |
| 1975–1983     | Adidas               | Nenhum     |
| 1983–1997     | Adidas               | Revigrés   |
| 1997–2000     | Kappa                | Revigrés   |
| 2000–2003     | Nike                 | Revigrés   |
| 2003–2008     | Nike                 | PT         |
| 2008–2011     | Nike                 | TMN        |
| 2011–2014     | Nike                 | MEO        |
| 2014–2015     | Warrior              | MEO        |
| 2015–2018     | New Balance          | MEO        |
| 2018–2022     | New Balance          | Altice     |
| 2022–Presente | New Balance          | Betano     |

### Hino
O hino oficial do Futebol Clube do Porto foi composto em 1922, com letra da autoria do escritor e dramaturgo Heitor Campos Monteiro e música elaborada pelo maestro António Figueiredo e Melo. Foi interpretado e gravado pela cantora Maria Amélia Canossa, em 1952, sendo ouvido na inauguração do Estádio das Antas no dia 28 de maio do mesmo ano.
Desde passou a ser tocado em aniversários e outros eventos do clube, bem como durante a entrada das equipas em campo sempre que o FC Porto joga em casa. Durante a sua reprodução, a maioria dos adeptos mantém-se de pé, erguendo os cachecóis, e as claques levantam os seus estandartes.

## Economia
Nos finais do século XX, em 1997, é criada a Futebol Clube do Porto — Futebol SAD (Sociedade Anónima Desportiva), tendo como objetivos a gestão e a organização do futebol no clube. Foram três os acionistas fundadores da SAD: Investiantes — Investimentos Desportivos, Lda, detendo noventa e nove mil novecentos e noventa e sete ações (50%); o próprio clube, detendo 80 mil ações (40%); e a Câmara Municipal do Porto, detendo vinte mil ações (10%). No mesmo ano, a 20 de julho, a Futebol Clube do Porto — Basquetebol SAD é criada, sendo o grande objetivo a exclusividade da gestão técnica e financeira da modalidade e a participação em competições desportivas profissionais.
Em 2005, a Forbes avaliou o valor do clube para 106 milhões de dólares, ficando assim na 25.ª posição da lista. Estes dados são relativos à época 2004/05 e foram baseados nas antigas transações, nos valores corporativos das equipas publicamente negociadas e no negócio do atual estádio do clube.
A 1 de agosto de 2011, o FC Porto assume a direção e a gestão do Porto Canal. O clube adquiriu a parte detida pela Media Luso (97%), pertencente ao grupo espanhol Mediapro, mediante um acordo que previu uma aquisição completa de capital em três anos e o compromisso de fornecimento de programas durante quatro anos, cujo teto mínimo é de 60%.

## Infraestruturas desportivas

### Campos e estádios
O primeiro campo utilizado pelo FC Porto para a modalidade do futebol foi o Campo do Padro, em Matosinhos, onde iniciou os seus primeiros treinos no inicio de outubro de 1893. Mais tarde em 1906, é alugado à Companhia Hortícola Portuense o Campo da Rainha, que fora entretanto um terreno não cultivado. Era um pequeno campo de 30x50 metros, o primeiro relvado de Portugal. No mesmo ano foram transferidos os viveiros de plantas para outro local, permitindo ao clube criar um campo com as medidas oficiais, rodeado de bancos para 600 pessoas e ainda uma pista de atletismo, balneários e um bar, com um aluguer anual de 20.

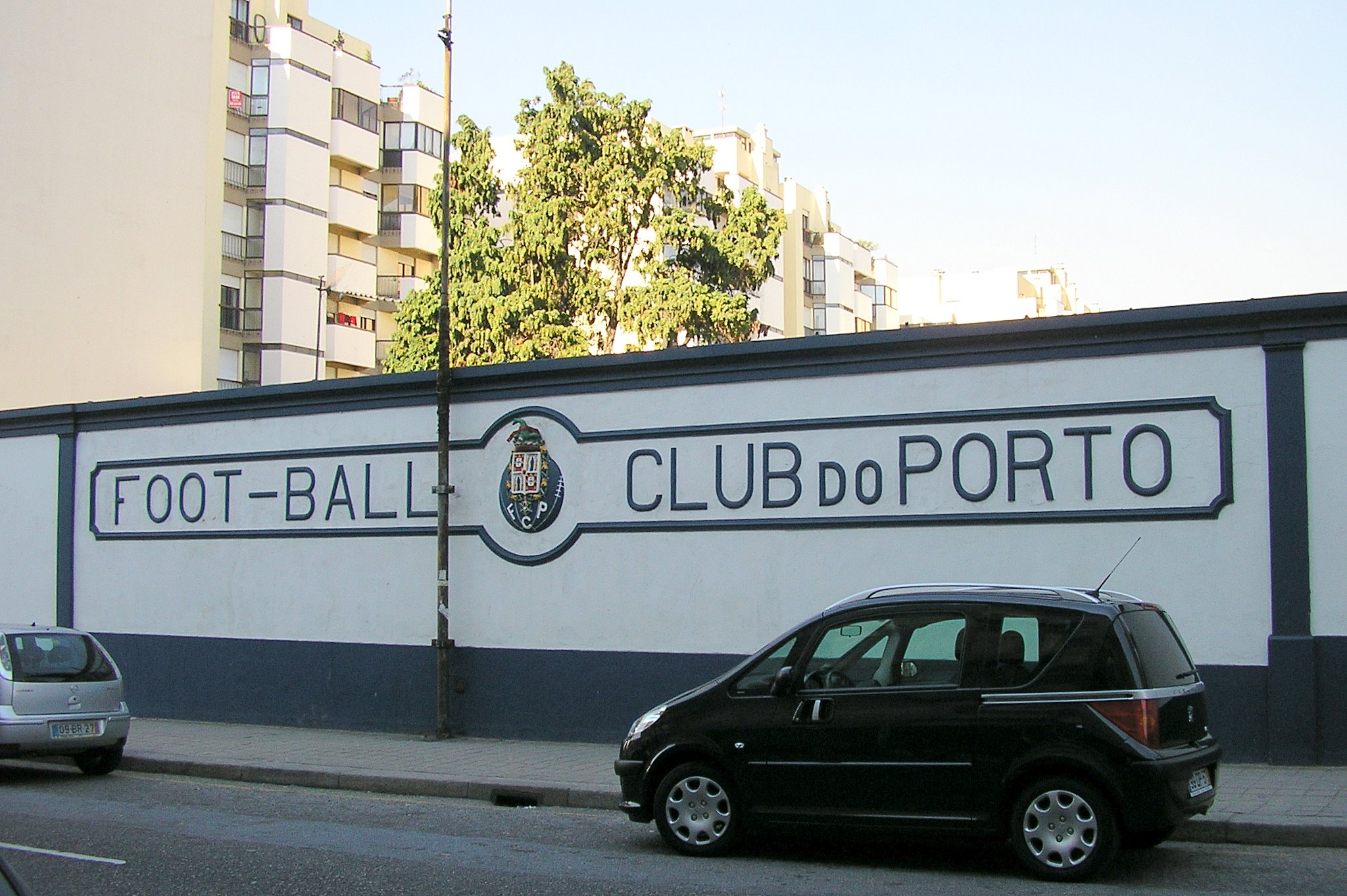
Fotografia recente do Campo da Constituição

Para além de tanta assistência que a equipa trazia ao recinto, no final de 1911, o FC Porto foi informado da gradual desocupação do Campo da Rainha para a construção de uma fábrica, que iria ser construído no relvado. Portanto em julho de 1912, uma assembleia geral aprova um novo terreno, o Campo da Constituição, na Rua da Constituição, alugado por 350 escudos anuais e também subalugado por outras três equipas. Para comemorar a nova casa, os ingleses do Oporto Cricket Lawn-Tennis Club organizaram uma partida, do qual saíram vencedores por 5–2. Mais tarde, para mostrar as taças conquistadas do clube, o FC Porto inaugura o campo de ténis em 1917, substituindo assim o antigo rinque de patinagem. Em 1920, o clube adquire o Campo da Constituição, na sequência do arrendamento por dez anos (400 escudos nos primeiros cinco anos e 450 nos restantes cinco). A comemoração foi feita através de um torneio amigável triangular, do qual saiu vencedor. Na temporada 1920/21, o clube tenta a compra do Campo Nova Sintra, mas desiste da ideia devido ao alto valor do terreno, continuando o Campo da Constituição como casa do clube. Na época 1928/29 é renovado o contrato de arrendamento do Campo da Constituição, com uma renda anual de 12 mil escudos, pagos em duas prestações de 6 mil. Em 1938/39, o campo aumenta a lotação para 20 mil pessoas, o que implicou num aumento das receitas de bilheteira.
O campo começou a ficar pequeno, por isso em 1933 foi proposta numa assembleia geral a aquisição de novos terrenos para um novo estádio, o Estádio das Antas. Enquanto a nova casa não estava disponível, o FC Porto jogava de vez em quando noutros campos emprestados, como o Estádio do Lima ou o Campo do Ameal. A primeira pedra foi lançada a dezembro de 1949, mas a obra só começou um mês depois. José Bacelar, sócio número um do clube, pagou o salário do primeiro dia de trabalho a todos os operários. A inauguração acontece finalmente no dia 28 de maio de 1952, oficialmente denominado como "Estádio do Futebol Clube do Porto", onde esteve presente o general Craveiro Lopes, então presidente da República Portuguesa. O Benfica foi a equipa convidada para a inauguração, e com toda a frieza, o clube de Lisboa goleou o FC Porto por 8–2. Em 1962/63 é inaugurada o sistema elétrico das Antas. Ao longo do século o recinto foi ficando maior, devido à inclusão do Pavilhão Américo de Sá, para as modalidade de basquetebol, andebol e hóquei em patins, da piscina coberta, três campos relvados de treino, a Loja Azul, o Bingo, a Sala-Museu e a Torre das Antas. Além disso, sofreu um rebaixamento que permitiu aumentar a lotação para noventa mil lugares em 1986, o que levou a ser um dos estádios eleitos para o Mundial de juniores de 1991. Mas ainda antes, em 1973, o recinto foi palco de um triste falecimento de um jogador portista, Pavão, caído no relvado num jogo do campeonato devido a um ataque cardíaco. A 9 de março de 1994, o estádio foi penhorado pelo ministro das finanças, Eduardo Catroga, devido a uma dívida fiscal de cerca de 200 mil contos.

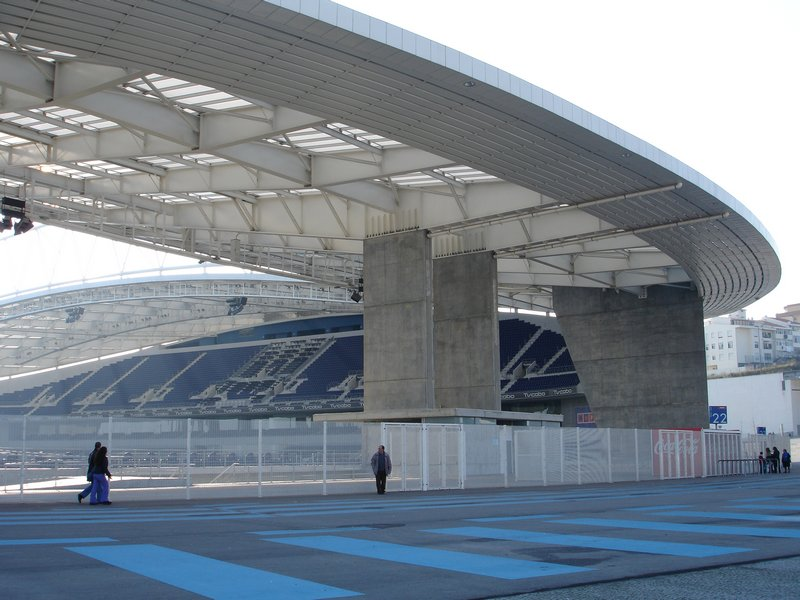
Vista exterior do atual estádio do Porto

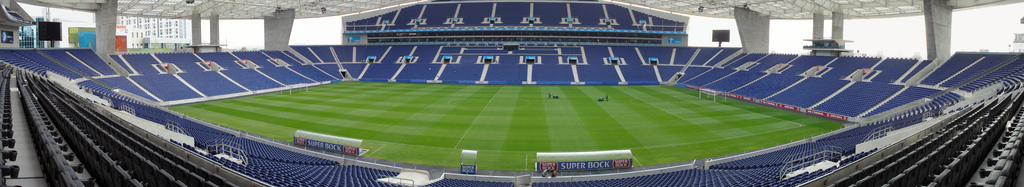
Panorama do Estádio do Dragão

O estádio começou por ser demolido em 1 de abril de 2004 e acabou em 28 de junho de 2004, sendo substituído pelo atual Estádio do Dragão. Inaugurado no dia 16 de novembro de 2003, o atual estádio do clube só começou a ser jogado em 2004 devido a problemas relacionados com a relva. A construção do estádio custou 98 milhões de euros, e tem uma capacidade para cerca de 50 mil espetadores. O amigável da inauguração resultou numa vitória de 2–0 contra o Barcelona, onde também se estreou Lionel Messi, então com dezesseis anos. O estádio também foi utilizado para o Euro 2004 e recebeu o jogo de abertura do Euro, em que Portugal perdeu 2–1 com a Grécia. O Dragão tem recebido entretanto várias distinções, entre elas a certificação GreenLight, entregue em 2004 pela Comissão Europeia, e a certificação "Sistema de Gestão Ambiental", entregue em 2007 pela Associação Portuguesa de Certificação. As instalações do recinto também mereceram o certificado de "Sistema de Gestão de Qualidade".
 Atualizado em 12 de maio de 2024

### Outros recintos e infraestruturas
O Dragão Arena é o pavilhão usado pelo FC Porto para as modalidades de hóquei em patins, andebol, basquetebol, voleibol e futsal, com capacidade para 2 179 espetadores. Foi inaugurado no dia 23 de abril de 2009 e substituiu o Pavilhão Américo de Sá.
O Centro de Treinos e Formação Desportiva PortoGaia é um centro de treinos alugado para a modalidade de futebol, inaugurado em 5 de agosto de 2002 em Vila Nova de Gaia e cedido pela Câmara Municipal de Gaia por um período de 50 anos. Possui cinco campos de futebol relvados (quatro de relva natural e um de relva sintética), balneários e áreas técnicas e médicas para cada equipa, um ginásio e um centro de imprensa.
Cedida pela Câmara Municipal ao FC Porto por um período de 25 anos, a Piscina de Campanhã não serve apenas a natação do clube, mas também as secções de boxe e desporto adaptado. É a única piscina olímpica do Porto e uma das poucas cobertas do país, tendo também espaço para vários balneários, salas de musculação e enfermagem, gabinetes e equipamento de ponta.
Dentro do Estádio do Dragão existe também a Academia de Bilhar, inaugurada em dezembro de 2014, "casa" de uma das modalidades mais antigas e vencedoras. É também o local de vários eventos, como as Taças da Europa de Clubes, onde os portistas se sagraram Bicampeões Europeus entre 2022 e 2023.
Para além destes centros desportivos, o clube possui também um museu, chamado Museu do FC Porto by BMG, tendo sido inaugurado no dia 28 de setembro de 2013, mas apenas oficialmente aberto ao público no dia 26 de outubro do mesmo ano.

## Associados e adeptos
O número de adeptos do FC Porto tem vindo a crescer devido ao sucesso que o clube tem vindo a ter nas diversas modalidades do clube. Atualmente, é o terceiro clube com mais associados em Portugal, contando, a 12 de abril de 2025, com cerca de 150 mil sócios e segundo em número de adeptos, um total arredondado de 3 milhões, só no país. No setor informático, o FC Porto tem cerca de 4,4 milhões de seguidores e 4 milhões de "gostos" no Facebook, 2,7 milhões de seguidores no Instagram, 2,3 milhões de seguidores no Tiktok e cerca de 1,6 milhões seguidores no Twitter.

#### Assistências nos jogos da Liga Portugal
| Assistências nos Jogos da Liga | Assistências nos Jogos da Liga | Assistências nos Jogos da Liga | Assistências nos Jogos da Liga | Assistências nos Jogos da Liga |
| Época                          | Jogos                          | Média                          | Total                          | Ref.                           |
| ------------------------------ | ------------------------------ | ------------------------------ | ------------------------------ | ------------------------------ |
| 2009/10                        | 15                             | 33.464                         | 501.966                        |                                |
| 2010/11                        | 15                             | 36.987                         | 554.800                        |                                |
| 2011/12                        | 15                             | 35.176                         | 527.644                        |                                |
| 2012/13                        | 15                             | 30.278                         | 454.173                        |                                |
| 2013/14                        | 15                             | 28.685                         | 430.278                        |                                |
| 2014/15                        | 17                             | 31.847                         | 541.403                        |                                |
| 2015/16                        | 17                             | 32.324                         | 549.512                        |                                |
| 2016/17                        | 17                             | 37.130                         | 631.202                        |                                |
| 2017/18                        | 17                             | 42.674                         | 725.461                        |                                |
| 2018/19                        | 17                             | 41.626                         | 707.650                        |                                |
| 2019/20                        | 12                             | 35.625                         | 427.498                        |                                |
| 2021/22                        | 17                             | 31.126                         | 529.149                        |                                |
| 2022/23                        | 17                             | 41.380                         | 703.465                        |                                |
| 2023/24                        | 17                             | 37.912                         | 644.503                        |                                |
| 2024/25                        | 17                             | 40.609                         | 690.356                        | [ 153 ]                        |

### Claques
A primeira claque organizada do clube surgiu nos anos 30, com o apoio da direção portista. Chamava-se "Esquadrão Azul e Branco", formada por volta de 1934. Ao longo dos anos, foram-se criando mais claques, como é o caso de "Força Azul", "Esquadra Azul" e "Dragões Azuis". A atual principal claque do clube tem como nome "Super Dragões", criada a 30 de novembro de 1986 por um grupo de adeptos descontentes com a já extinta "Dragões Azuis". A partir desse dia, começaram a ocupar no topo sul do Estádio das Antas, e hoje são a claque portuguesa mais numerosa e uma das maiores do mundo. Mais tarde, surgiu o "Colectivo", que mudou de nome em 2000 para "Colectivo Ultras 95". Foi constituída a 6 de julho de 1995 por dissidentes dos Super Dragões e instalou-se no topo norte das Antas.

## Rivalidades
O Porto tem como principais rivais o Benfica e o Sporting. Esta rivalidade alastra-se pelas várias modalidades praticadas pelos clubes, onde são frequentemente os principais candidatos aos títulos, sendo assim denominados os Três Grandes.

### O Clássico
O grande rival do FC Porto no panorama nacional é o SL Benfica com o qual disputa o chamado "Clássico". O FC Porto versus SL Benfica é o jogo mais importante do futebol português pois opõe os dois clubes portugueses com mais títulos em futebol. Esta rivalidade tem crescido muito sobretudo a partir da década de 80 e o jogo que opõe os rivais tornou-se um dos maiores clássicos do mundo. A animosidade ou rivalidade desenvolvida a partir da primeira metade do século XIX entre as duas maiores cidades de Portugal, nascida com o desenvolvimento industrial e a nova influência política da cidade do Porto (sobretudo a partir do liberalismo) — ou da animosidade na mesma cidade face à capital ou face ao poder central e mais tarde entre os seus clubes de futebol mais bem-sucedidos, está enraizada na história política, cultural e desportiva, sobretudo do século XX.

### Clássico DragõesvsLeões
A rivalidade entre dragões e leões começou na finalíssima do Campeonato de Portugal de futebol, em que o FC Porto venceu o Sporting CP por 3–1, dando assim o título ao clube azul e branco. Logo aí, os leões cortaram relações com os portistas até que em janeiro de 1924, com a disputa da Taça Soares Júnior, os dirigentes de ambos os clubes selaram a paz. Fora do ambiente desportivo propriamente dito, o confronto entre dragões e leões representa uma forma de expressão no desporto, e no futebol em particular, da diferenciação política e regional entre o Norte e Lisboa. O filme O Leão da Estrela, de 1947, com o Sporting vencedor, retrata esta rivalidade de uma forma cómica.

### Dérbi da Invicta
O Dérbi da Invicta é a rivalidade entre o FC Porto e o Boavista FC, os dois maiores clubes da cidade do Porto. O nome homenageia a cidade, conhecida como "Invicta" devido à sua resistência durante a Guerra Peninsular. Enquanto o FC Porto é um dos clubes mais titulados em Portugal, o Boavista tem uma forte tradição, especialmente a partir da década de 70, onde começa a ganhar títulos de expressão no futebol português. A rivalidade vai além do futebol, refletindo as tensões sociais e culturais da cidade, sendo um dos jogos mais efervescentes e aguardados do futebol português.

### Clássico Azul
O confronto entre o FC Porto e o Belenenses é designado como "Clássico" devido à rivalidade longínqua e histórica entre os clubes e à sua importância no futebol português. A designação de "Azul" vem do facto de ambos os clubes vestirem camisas da mesma cor.

## Modalidades
| Modalidades do Futebol Clube do Porto | Modalidades do Futebol Clube do Porto | Modalidades do Futebol Clube do Porto | Modalidades do Futebol Clube do Porto | Modalidades do Futebol Clube do Porto |
| Atualmente praticadas                 | Atualmente praticadas                 | Atualmente praticadas                 | Atualmente praticadas                 | Atualmente praticadas                 |
| ------------------------------------- | ------------------------------------- | ------------------------------------- | ------------------------------------- | ------------------------------------- |
| Andebol                               | Basquetebol                           | Bilhar                                | Boxe                                  | Desporto Adaptado                     |
| Esports                               | Futebol                               | Equipa B                              | Futebol Feminino                      | Futsal                                |
| Hóquei em patins                      | Natação                               | Voleibol                              |                                       |                                       |
| Atualmente não praticadas             |                                       |                                       |                                       |                                       |
| Atletismo                             | Automobilismo                         | Ciclismo                              | Futebol de Praia                      | Ginástica                             |
| Halterofilismo                        | Hóquei em Campo                       | Karaté                                | Patinagem Artística                   | Pesca Desportiva                      |
| Polo Aquático                         | Rugby                                 | Ténis                                 | Ténis de Mesa                         | Xadrez                                |

## Futebol

### Seniores masculinos

#### Plantelvde
Última atualização: 30 de julho de 2025

#### Palmarés
| Competições Mundiais     | Competições Mundiais           | Competições Mundiais | Competições Mundiais |
|                          | Competição                     | Venceu               | Temporadas |
| ------------------------ | ------------------------------ | -------------------- | --- |
|                          | Taça Intercontinental          | 2                    | 1987 e 2004 |
| Competições Continentais |                                |                      | |
|                          | Competição                     | Venceu               | Temporadas |
|                          | Liga dos Campeões da UEFA      | 2                    | 1986–87 e 2003–04 |
|                          | Liga Europa da UEFA            | 2                    | 2002–03 e 2010–11 |
|                          | Supertaça Europeia             | 1                    | 1987 |
| Competições Nacionais    |                                |                      | |
|                          | Competição                     | Venceu               | Temporadas |
|                          | Campeonato Português           | 30                   | 1934–35, 1938–39, 1939–40, 1955–56, 1958–59, 1977–78, 1978–79, 1984–85, 1985–86, 1987–88, 1989–90, 1991–92, 1992–93, 1994–95, 1995–96, 1996–97, 1997–98, 1998–99, 2002–03, 2003–04, 2005–06, 2006–07, 2007–08, 2008–09, 2010–11, 2011–12, 2012–13, 2017–18, 2019–20 e 2021–22 |
|                          | Taça de Portugal               | 20                   | 1955–56, 1957–58, 1967–68, 1976–77, 1983–84, 1987–88, 1990–91, 1993–94, 1997–98, 1999–00, 2000–01, 2002–03, 2005–06, 2008–09, 2009–10, 2010–11, 2019–20, 2021–22, 2022–23 e 2023–24                                                                                           |
|                          | Taça da Liga                   | 1                    | 2022–23 |
|                          | Supertaça Cândido de Oliveira  | 24                   | 1981, 1983, 1984, 1986, 1990, 1991, 1993, 1994, 1996, 1998, 1999, 2001, 2003, 2004, 2006, 2009, 2010, 2011, 2012, 2013, 2018, 2020, 2022 e 2024 |
|                          | Campeonato de Portugal Extinta | 4                    | 1921–22, 1924–25, 1931–32 e 1936–37 |
| Competições Regionais    |                                |                      | |
|                          | Competição                     | Venceu               | Temporadas |
|                          | Campeonato Regional do Porto   | 30                   | 1914–15, 1915–16, 1916–17, 1918–19, 1919–20, 1920–21, 1921–22, 1922–23, 1923–24, 1924–25, 1925–26, 1926–27, 1927–28, 1928–29, 1929–30, 1930–31, 1931–32, 1932–33, 1933–34, 1934–35, 1935–36, 1936–37, 1937–38, 1938–39, 1940–41, 1942–43, 1943–44, 1944–45, 1945–46 e 1946–47 |
|                          | Taça de Honra da AF Porto      | 14                   | 1915–16, 1916–17, 1947–48, 1956–57, 1957–58, 1959–60, 1960–61, 1961–62, 1962–63, 1963–64, 1964–65, 1965–66, 1980–81 e 1983–84 |
| TOTAL                    |                                |                      | |
|                          | Competição                     | Venceu               | Temporadas |
|                          | Conquistas Oficiais            | 130                  | 2 Mundiais, 5 Continentais, 79 Nacionais, 44 Regionais |

Legenda
 Campeão invicto

##### Conquistas em torneios não oficiais
- Taça Ibérica: 1935
- Troféu Joan Gamper: 1987
- Troféu Teresa Herrera: 1991
- Taça José Monteiro da Costa: 1910/11, 1911/12, 1913/14, 1914/15, 1915/16
- Taça União do Norte[166]: 1912/13
- Troféu O Século: 1939
- Taça do Norte de Portugal: 1967/68, 1970/71, 1971/72

#### Competições
| Competições Nacionais    | Competições Nacionais               | Competições Nacionais | Competições Nacionais | Competições Nacionais | Competições Nacionais | Competições Nacionais | Competições Nacionais | Competições Nacionais | Competições Nacionais | Competições Nacionais |
| Competição               | Competição                          | Participações         | Partidas              | Vitórias              | Empates               | Derrotas              | Golos marcados        | Golos sofridos        | Dif. de golos         | Melhor posição        |
| ------------------------ | ----------------------------------- | --------------------- | --------------------- | --------------------- | --------------------- | --------------------- | --------------------- | --------------------- | --------------------- | --------------------- |
|                          | Primeira Liga                       | 91                    | 2600                  | 1741                  | 466                   | 393                   | 5750                  | 2278                  | +3472                 | Vencedor              |
|                          | Taça de Portugal                    | 85                    | 456                   | 327                   | 53                    | 76                    | 1253                  | 406                   | +847                  | Vencedor              |
|                          | Taça da Liga                        | 18                    | 65                    | 35                    | 14                    | 16                    | 102                   | 61                    | +41                   | Vencedor              |
|                          | Supertaça Cândido de Oliveira       | 34                    | 58                    | 29                    | 14                    | 15                    | 77                    | 48                    | +29                   | Vencedor              |
|                          | Campeonato de Portugal Extinta      | 16                    | 70                    | 42                    | 11                    | 17                    | 265                   | 110                   | +155                  | Vencedor              |
| Competições Continentais |                                     |                       |                       |                       |                       |                       |                       |                       |                       |                       |
| Competição               | Competição                          | Participações         | Partidas              | Vitórias              | Empates               | Derrotas              | Golos marcados        | Golos sofridos        | Dif. de golos         | Melhor posição        |
|                          | Liga dos Campeões da UEFA           | 36                    | 257                   | 115                   | 55                    | 87                    | 369                   | 298                   | +71                   | Vencedor              |
|                          | Liga Europa da UEFA                 | 17                    | 104                   | 50                    | 20                    | 34                    | 174                   | 126                   | +48                   | Vencedor              |
|                          | Supertaça da UEFA                   | 4                     | 5                     | 2                     | 0                     | 3                     | 3                     | 5                     | -2                    | Vencedor              |
|                          | Taça das Taças Extinta              | 8                     | 41                    | 21                    | 7                     | 13                    | 58                    | 44                    | +14                   | Finalista             |
|                          | Taça das Cidades com Feiras Extinta | 6                     | 16                    | 6                     | 4                     | 6                     | 15                    | 19                    | -4                    | 2ª Eliminatória       |
| Competições Mundiais     |                                     |                       |                       |                       |                       |                       |                       |                       |                       |                       |
| Competição               | Competição                          | Participações         | Partidas              | Vitórias              | Empates               | Derrotas              | Golos marcados        | Golos sofridos        | Dif. de golos         | Melhor posição        |
|                          | Mundial de Clubes FIFA              | 1                     | 3                     | 0                     | 2                     | 1                     | 5                     | 6                     | -1                    | Fase de Grupos        |
|                          | Taça Intercontinental Extinta       | 2                     | 2                     | 1                     | 1                     | 0                     | 2                     | 1                     | +1                    | Vencedor              |

 Atualizado em 23 de junho de 2025[carece de fontes?]

##### Jogadores
| Top Jogos               | Top Jogos          | Top Jogos |                         | Top Golos          | Top Golos | Top Golos |
| Rank[carece de fontes?] | Jogador            | Jogos     | Rank[carece de fontes?] | Jogador            | Golos     |           |
| ----------------------- | ------------------ | --------- | ----------------------- | ------------------ | --------- | --------- |
| 1                       | João Pinto         | 588       | 1                       | Fernando Gomes     | 355       |           |
| 2                       | Vítor Baía         | 567       | 2                       | Hernâni            | 183       |           |
| 3                       | Aloísio            | 474       | 3                       | Mário Jardel       | 168       |           |
| 4                       | Fernando Gomes     | 453       | 4                       | Teixeira           | 164       |           |
| 5                       | Virgílio           | 436       | 5                       | Pinga              | 149       |           |
| 6                       | Jaime Magalhães    | 409       | 6                       | Domingos Paciência | 142       |           |
| 7                       | António André      | 385       | 7                       | Araújo             | 137       |           |
| 8                       | Jorge Costa        | 383       | 8                       | Correia Dias       | 113       |           |
| 9                       | Domingos Paciência | 381       | 9                       | Custódio Pinto     | 105       |           |
| 10                      | Hernâni            | 339       | 10                      | Carlos Duarte      | 98        |           |

| Futebolista do ano | Futebolista do ano | Futebolista do ano |
| Ano                | Vencedor           | Ref.ª              |
| ------------------ | ------------------ | ------------------ |
| 2003               | Ricardo Carvalho   | [ 167 ]            |
| 2004               | Maniche            | [ 167 ]            |
| 2005               | Ricardo Quaresma   | [ 167 ]            |
| 2006               | Lucho González     | [ 167 ]            |
| 2007               | José Bosingwa      | [ 167 ]            |
| 2008               | Jorge Fucile       | [ 167 ]            |
| 2009               | Raul Meireles      | [ 167 ]            |
| 2010               | Hulk               | [ 167 ]            |
| 2011               | Hulk               | [ 168 ]            |
| 2012               | Maicon             | [ 169 ]            |
| 2013               | João Moutinho      | [ 170 ]            |
| 2014               | Danilo             | [ 171 ]            |
| 2015               | Héctor Herrera     | [ 172 ]            |
| 2016               | Danilo Pereira     | [ 173 ]            |
| 2017               | Yacine Brahimi     | [ 174 ]            |
| 2018               | Alex Telles        | [ 175 ]            |
| 2019               | Moussa Marega      | [ 176 ]            |
| 2020               | Jesús Corona       | [ 177 ]            |
| 2021               | Sérgio Oliveira    | [ 178 ]            |
| 2022               | Otávio             | [ 179 ]            |
| 2023               | Pepê               | [ 180 ]            |
| 2024               | Diogo Costa        | [ 181 ]            |

##### Recordes
| Recorde                                       | Resultado | Adversário        | Data                   | Local                                   | Ref.ª   |
| --------------------------------------------- | --------- | ----------------- | ---------------------- | --------------------------------------- | ------- |
| Maior vitória na Primeira Divisão             | 12–1      | Académico         | 16 de abril de 1939    | Estádio do Lima, Porto                  | [ 182 ] |
| Maior vitória na Taça de Portugal             | 15–1      | Sanjoanense       | 30 de maio de 1943     | Campo da Constituição, Porto            | [ 182 ] |
| Maior vitória no Campeonato de Portugal       | 18–0      | Ginásio Lis       | 3 de abril de 1932     | Campo do Bessa, Porto                   | [ 182 ] |
| Maior vitória no Campeonato Regional do Porto | 19–1      | Coimbrões         | 22 de janeiro de 1933  | Campo da Constituição, Porto            | [ 182 ] |
| Maior vitória nas competições europeias       | 9–0       | Rabat Ajax        | 17 de setembro de 1986 | Estádio do Rio Ave FC, Vila do Conde    | [ 182 ] |
| Maiores derrotas nas competições europeias    | 6–1       | AEK Atenas        | 13 de setembro de 1978 | Estádio Enea Filadélfia, Atenas, Grécia | [ 183 ] |
| Maiores derrotas nas competições europeias    | 6–1       | Bayern de Munique | 21 de abril de 2015    | Allianz Arena, Munique, Alemanha        | [ 183 ] |
| Maior vitória contra o Benfica                | 8–0       | —                 | 28 de maio de 1933     | Campo da Constituição, Porto            | [ 184 ] |
| Maior derrota contra o Benfica                | 12–2      | —                 | 7 de fevereiro de 1943 | Campo Grande, Lisboa                    | [ 184 ] |
| Maior vitória contra o Sporting               | 10–1      | —                 | 22 de março de 1936    | Campo do Ameal, Porto                   | [ 185 ] |
| Maior derrota contra o Sporting               | 9–1       | —                 | 4 de abril de 1937     | Campo Grande, Lisboa                    | [ 185 ] |

### Seniores femininos
A equipa sénior de futebol feminino do FC Porto foi criada em 2024, tendo a sua primeira jogadora anunciada na apresentação dos equipamentos e jogadores das várias modalidades do clube aos adeptos, o “FC Porto na Baixa”. Foi inscrita na terceira divisão (escalão mais baixo do futebol feminino português até 2025/26), tendo como principal objetivo chegar à primeira divisão o mais cedo possível.

### Equipa B e formação
O Futebol Clube do Porto B é a segunda equipa de futebol portista, tendo sido fundada em 1999 e dissolvida em 2006, sendo novamente reiniciada em 2012. Nesse mesmo ano, foi determinado que as equipas "B" podem entrar diretamente para a Segunda Liga. A equipa "B" do FC Porto não pode disputar a Taça de Portugal ou a Taça da Liga, nem pode subir à Primeira Liga. Além disso, tem de incluir nas respetivas fichas de jogo pelo menos dez jogadores formados no clube, com idades entre os 15 e os 21 anos de idade, e que tenham sido inscritos na Federação há três épocas desportivas.
Para além da equipa B, o FC Porto possui equipas nos escalões Sub-19, Sub-17, Sub-16, Sub-15 e Sub-14 de formação do futebol português, com o objetivo de promover o desenvolvimento de jovens atletas. Também com esse intuito foi criada, em 2008, a Dragon Force. Este projeto conta com várias escolas, não só no futebol com também noutras modalidades presentes no clube, espalhadas pelo país e pelo mundo, sendo responsável pela formação de rapazes e raparigas dos 4 aos 14 anos de idade. Segundo o próprio clube, cerca de 33% dos jovens presentes nas suas camadas de formação provém do projeto Dragon Force.
Através da equipa Sub-19, o FC Porto tornou-se no primeiro clube português a conquistar a UEFA Youth League, em 2018/19, principal competição europeia para equipas de formação.

### Veteranos
Também conhecida como FC Porto Vintage, a equipa é constituída por ex-jogadores da equipa principal de futebol masculino e representa o clube em competições de futebol indoor. Até ao momento as principais conquistas foram a Liga Fertibéria de 2014 e a Taça da Liga Legends de 2023.